# Cochabamba
Cochabamba es una ciudad de Bolivia, capital del departamento homónimo y de la provincia de Cercado. Está ubicada en el centro del país, en los valles centrales de la región subandina, entre el altiplano y los llanos orientales, a una altitud promedio de 2570 m s. n. m. Se extiende por ambas orillas del río Rocha, que atraviesa la ciudad de este a oeste. Con una población de 661 484 habitantes de acuerdo al censo 2024, es la cuarta ciudad más poblada de Bolivia. Cochabamba forma parte de la región metropolitana de Kanata (RMK) que incluye a los municipios de Sacaba, Quillacollo, Colcapirhua, Tiquipaya, Vinto y Sipe Sipe. La población del área metropolitana asciende a los 1.5 millones de habitantes, la tercera del país, según datos oficiales del INE.
El origen de la ciudad, en el valle de Kanata, data de 1571. Fue fundada 4 veces, inicialmente con el nombre de Kanata por los aborígenes Kanas, luego por los incas con el nombre en quechua Qhochapampa, de donde proviene el nombre actual castellanizado Cochabamba, posteriormente,  durante la colonización española,  la tercera refundación fue hecha por el capitán Gerónimo Osorio en nombre del virrey Francisco de Toledo con el nombre de Villa Real de Oropesa. y una cuarta refundación menor ocurrió durante el periodo virreynal. 
Su ubicación estratégica en el valle fértil y productivo la destinó a ser una ciudad fundamental en el abastecimiento de productos agrarios para las poblaciones del altiplano. Rodeada por campos de cultivos y valiosos vestigios pre-incaicos e incaicos, Cochabamba conserva su personalidad precolombina y virreinal; se constituye como un importante centro agropecuario, manufacturero, comercial e industrial. Asimismo, es una de las tres ciudades principales de Bolivia, formando parte del eje troncal del país, junto con las ciudades de Santa Cruz de la Sierra y La Paz.

## Toponimia
El nombre de Cochabamba tiene su origen en dos vocablos quechuas: q'ucha = charco y panpa = lugar plano/llano, planicie, traduciéndose como pampa o valle plano con muchos charcos. 
Posteriormente, con el paso del tiempo, aunque no se sabe con precisión en qué momento se puso oficialmente el nombre ya castellanizado de Cochabamba, posiblemente al hacer registros de bautismos.
Tiene 4 fundaciones, originalmente fue fundada y llamada Kanata, primera fundación, por la presencia de los originarios, los Kanas. Posteriormente el inca Huayna Capac, expandiendo la obra civilizatoria inca fundó la "llajta" de Q'ochapanpa o Kochaj-pampa, segunda fundación, convirtiendo el área en un centro clave de producción agrícola.
Durante la época española fue refundada dos veces, la primera fundación hispana, en realidad la tercera refundación (históricamente hablando) , con el nombre de Villa Real de Oropesa, como parte del Virreinato del Perú, el 15 de agosto de 1571 por el capitán español Gerónimo de Osorio, según órdenes del quinto virrey, Francisco Álvarez de Toledo quien era originario de Oropesa, con la finalidad de crear un centro de producción agrícola y proporcionar alimentos a las ciudades mineras de la zona, principalmente la ciudad minera de Potosí. La segunda refundación española, fue llevada a cabo el 1 de enero de 1574 por Sebastián Barba de Padilla por encargo también del virrey Francisco Álvarez de Toledo.

## Símbolos

### Escudo
El escudo de armas de la ciudad de Cochabamba es el emblema más antiguo de la ciudad y tiene sus orígenes en la Casa de Oropesa, un linaje nobiliario español.Según el director del Archivo Histórico de Cochabamba, don Adolfo de Morales y demás historiadores, el escudo de Cochabamba se remonta a la figura que yace en la losa sepulcral del II conde de Oropesa, Francisco Álvarez de Toledo y Pacheco, padre del quinto virrey del Perú, Francisco Álvarez de Toledo, quien otorgó el escudo proveniente de su casa noble al momento de fundar la Villa Real de Oropesa en 1571. La descripción del escudo es la siguiente: 
| Versión heráldica                                      |
| ------------------------------------------------------ |
|                                                        |
| Forma estilo ibérico, otorgado por la Casa de Oropesa. |

“... Un escudo de ocho puntos de azur equipolados a siete de plata. Cimera; un ángel con la túnica jaquelada de azur y plata, y, en su mano derecha, una espada de plata con empuñadura de oro y, en la izquierda, un mundo de azur superado de una cruz de oro. Lema “Tu in ea et ego pro ea...”

El Gobernador Intendente de la Provincia de Santa Cruz de la Sierra, don Francisco de Viedma, en el informe que remitió en 1788 al Virrey del Río de la Plata don Nicolás de Arredondo, al referirse a la ciudad de Cochabamba, expresó: 

“...Esta ciudad, capital del gobierno, la fundó el señor D. Francisco de Toledo, Virrey del Perú, con el título de Villa de Oropesa en memoria de su casa, como hermano que era de los condes de ese nombre, y por este motivo las armas de que usa son las mismas de la dicha casa de Oropesa...”

### Bandera

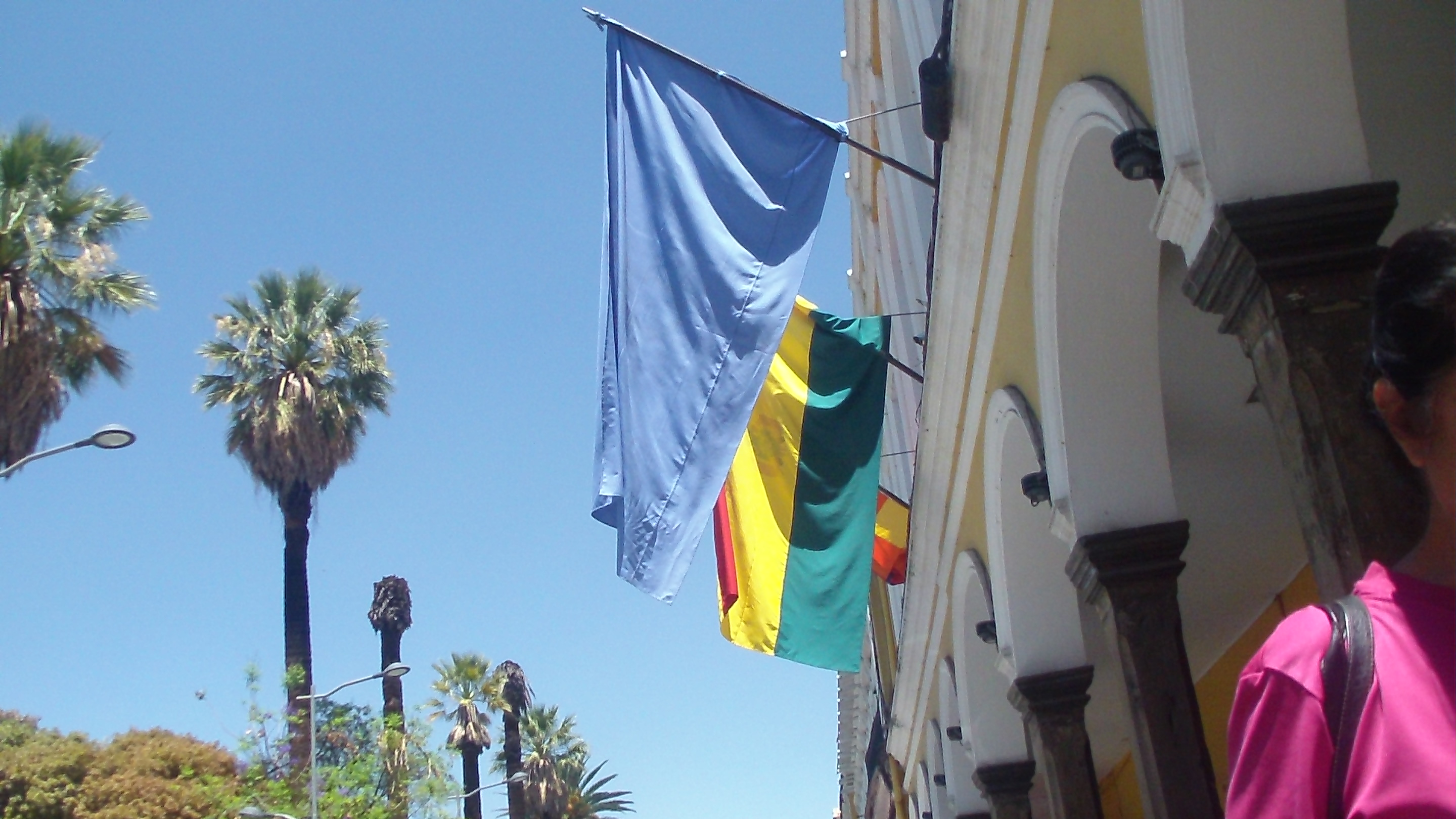
La bandera de Cochabamba izada sobre la alcaldía municipal

La actual bandera de Cochabamba consiste de un paño íntegramente celeste claro y carece de representaciones simbólicas. Mientras que se desconoce la fecha de su creación, los orígenes de la bandera datan de la batalla de Aroma y la defensa de la Colina de Sebastián. Su color celeste claro representa el anhelo de libertad. Este símbolo fue testigo y sudario de las luchas, así como de la valentía de las mujeres cochabambinas que combatieron por la independencia del Alto Perú.Según historiadores, el celeste de la bandera actual se remonta al general Esteban Arze, quien seg, a su vez, está inspirada en los colores utilizados en las Provincias Unidas del Río de La Plata, de las que Bolivia hizo parte en gran parte de la época colonial.

## Historia

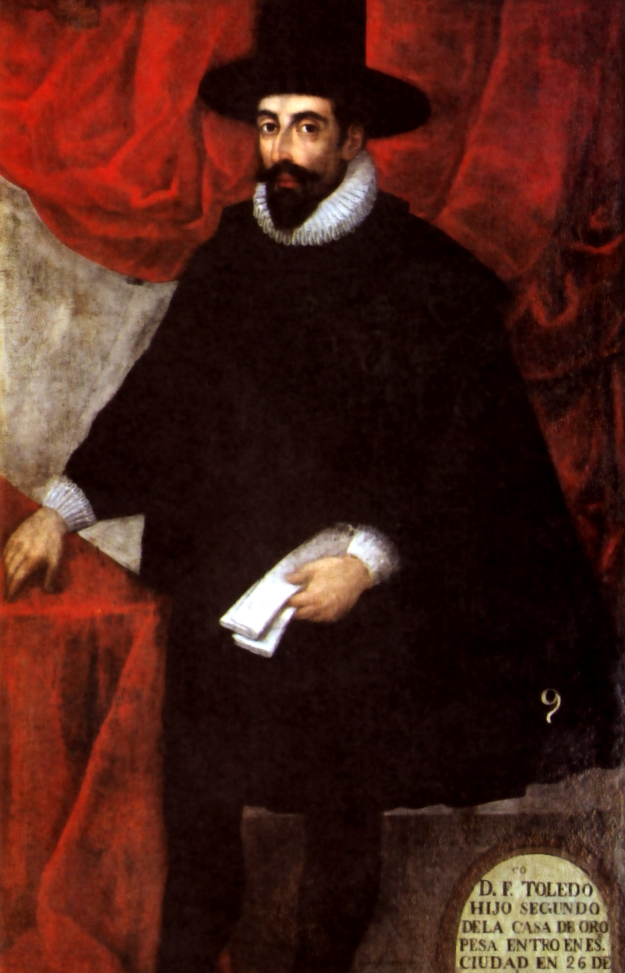
Francisco Álvarez de Toledo, Virrey del Perú, ordenó la fundación de la Villa Real de Oropesa, actual ciudad de Cochabamba.

### Época preincaica
El valle de Cochabamba fue poblado, según los vestigios arqueológicos, por cazadores y recolectores; otro periodo del que se tiene vestigios o restos es de lo que fue una civilización mejor formada de hace más de dos mil años. Se cree que escogieron poblar estos valles debido a sus fértiles suelos y el clima templado. Los vestigios arqueológicos atestiguan que los primeros habitantes del valle de Cochabamba fueron diferentes grupos étnicos como los Kanas, Qutas, Chuwis y otros. El valle estuvo permanentemente habitado por estos grupos antes de la llegada de los españoles.

### Época incaica
Posteriormente, el imperio de los Incas se expandió en gran parte por este valle, alcanzando a formar una poderosa civilización, instruida y desarrollada en varias disciplinas, como la agricultura, ganadería, militar, metalurgia, astronomía y lo cultural.

### Época virreinal
Una vez producida la conquista del Imperio Incario por España, el virrey del Perú, Francisco Álvarez de Toledo, ordenó la fundación de la Villa Real de Oropesa, al pie del cerro San Sebastián, a Gerónimo Osorio el 15 de agosto de 1571.
Por razones que aún hoy los historiadores no han sabido explicar de forma satisfactoria, al año siguiente de la muerte del fundador, en 1573, Sebastián Barba de Padilla, quien aparentemente ya había sido funcionario durante el gobierno de Osorio, pidió al Virrey que le concediera la venia para volver a fundar la ciudad. No se sabe con qué argumentos convenció a Álvarez de Toledo, pero este se lo permitió. Fue así que el 1 de enero de 1574 se llevó a cabo la segunda fundación en la actual plaza 14 de Septiembre. Uno de los primeros españoles en establecerse en el valle fue García Ruiz de Orellana en 1542, quien compró la mayor parte de las tierras a los líderes étnicos de la región, según el testimonio de un título registrado en 1552 en la ciudad de Potosí, al precio convenido de 130 pesos. Su residencia conocida como la Casa de Mayorazgo sigue en pie en el barrio de Cala Cala.

### Guerra de la independencia
Durante la guerra de la independencia en territorio actual boliviano, los patriotas se enfrentaron en contra del Ejército realista, siendo una de las batallas más icónicas en Cochabamba la Batalla de las Heroínas de la Coronilla el 27 de mayo de 1812. En esta batalla se enfrentaron las fuerzas realistas bajo el comando de José Manuel de Goyeneche contra mujeres de Cochabamba, en la colina de San Sebastián a las afueras de la ciudad.

### Época republicana
El departamento de Cochabamba, en el que se encuentra la ciudad de Cochabamba, fue creado luego de la declaración de independencia de Bolivia por Decreto Supremo del 23 de enero de 1826 junto a los departamentos de Chuquisaca, Potosí, Santa Cruz y La Paz durante el Gobierno de Antonio José de Sucre. De esta manera, Cochabamba se convirtió en capital departamental del departamento homónimo.

## Geografía

### Localización

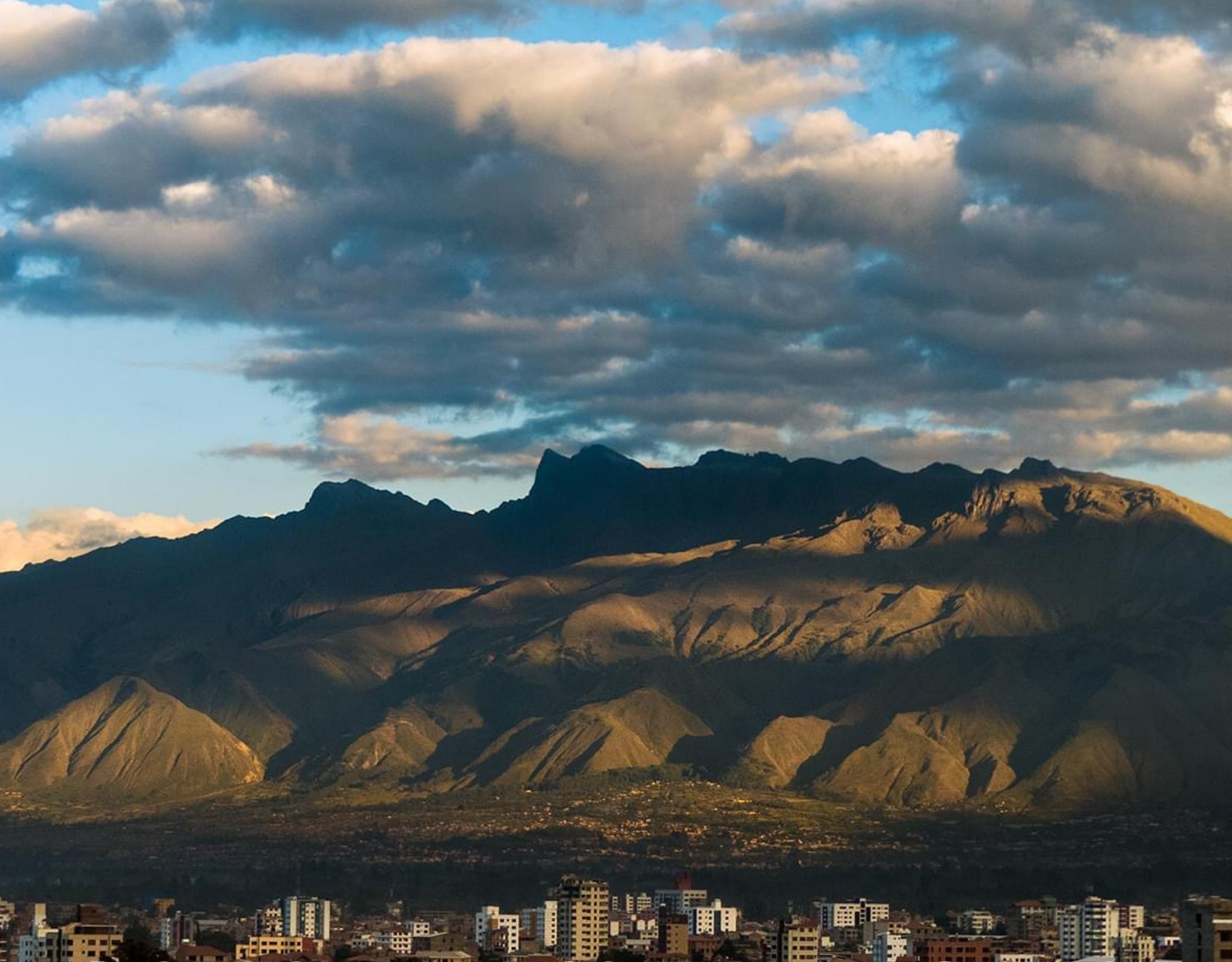
Panorama urbano de Cochabamba con el Cerro Tunari al fondo

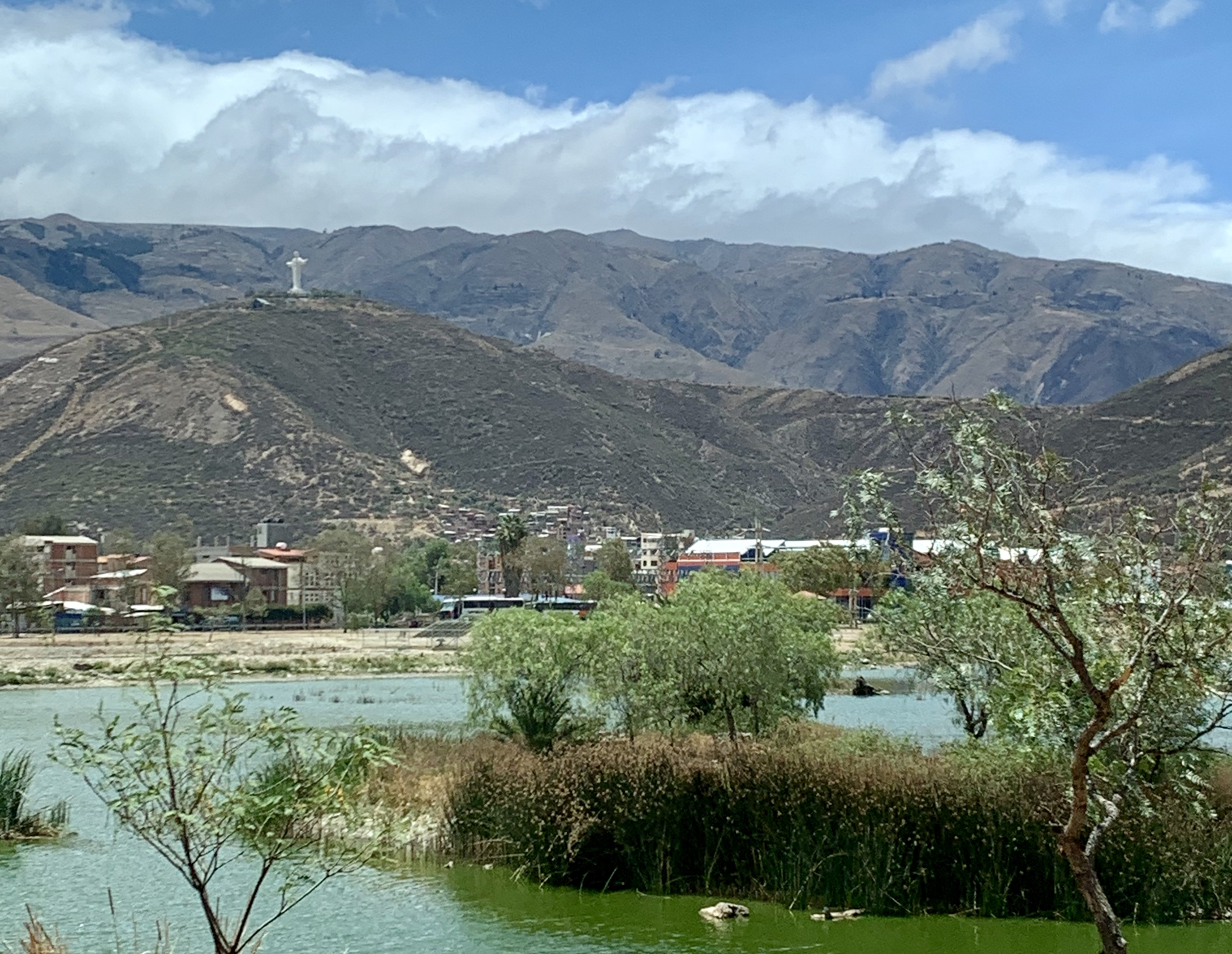
La laguna Alalay y el Cristo de la Concordia sobre el Cerro San Pedro

La ciudad de Cochabamba se encuentra ubicada en el centro geográfico del Valle Central de la región subandina de Bolivia, entre el altiplano y los llanos orientales del país con coordenadas 17°23′37″S 66°09′25″O / -17.39361, -66.15694. La ciudad se encuentra en la provincia de Cercado, una de las 16 provincias pertenecientes al departamento de Cochabamba, que a su vez constituye el centro geográfico de Bolivia, siendo considerara por ello el corazón de Bolivia. Forma parte de la Región Metropolitana de Kanata, la tercera más grande del país y está situada directamente al sur de la cordillera del Cerro Tunari perteneciente al Parque Nacional Tunari. La urbe rodea a la laguna Alalay, un cuerpo de agua dulce subandino ubicado en la zona sur de la ciudad y a la serranía de San Pedro, una zona de reserva ecológica, en cuya cima se encuentra el Cristo de la Concordia. 
La ciudad tiene una altitud de 2570 m s. n. m. (metros sobre el nivel del mar). Su territorio abarca 32 253 84 hectáreas, de las cuales el 50% corresponde a la zona urbana. Administrativamente, está dividida en 15 distritos: 12 urbanos, 2 mixtos (urbanos y rurales) y un área protegida correspondiente al Parque Nacional Tunari.

Cochabamba se encuentra a los pies de la cordillera del Tunari, en un valle que se encuentra en el centro del departamento de Cochabamba y del país, siendo considerada por ello como el corazón de Sudamérica, lo cual ofrece interesantes paisajes naturales a los visitantes.
| Noroeste: Tiquipaya                               | Norte: Parque Nacional Tunari | Nordeste: Chimoré, Colomi, Ivirgarzama y Villa Tunari |
| Oeste: Colcapirhua, Quillacollo, Tapacarí y Vinto |                               | Este: Bulo Bulo, Sacaba y Tiraque                     |
| Suroeste: Arque, Parotani, Santiváñez y Sipe Sipe | Sur: Alalay y Capinota        | Sureste: Cliza, Mizque, Punata, Tarata y Toro Toro    |

### Hidrografía

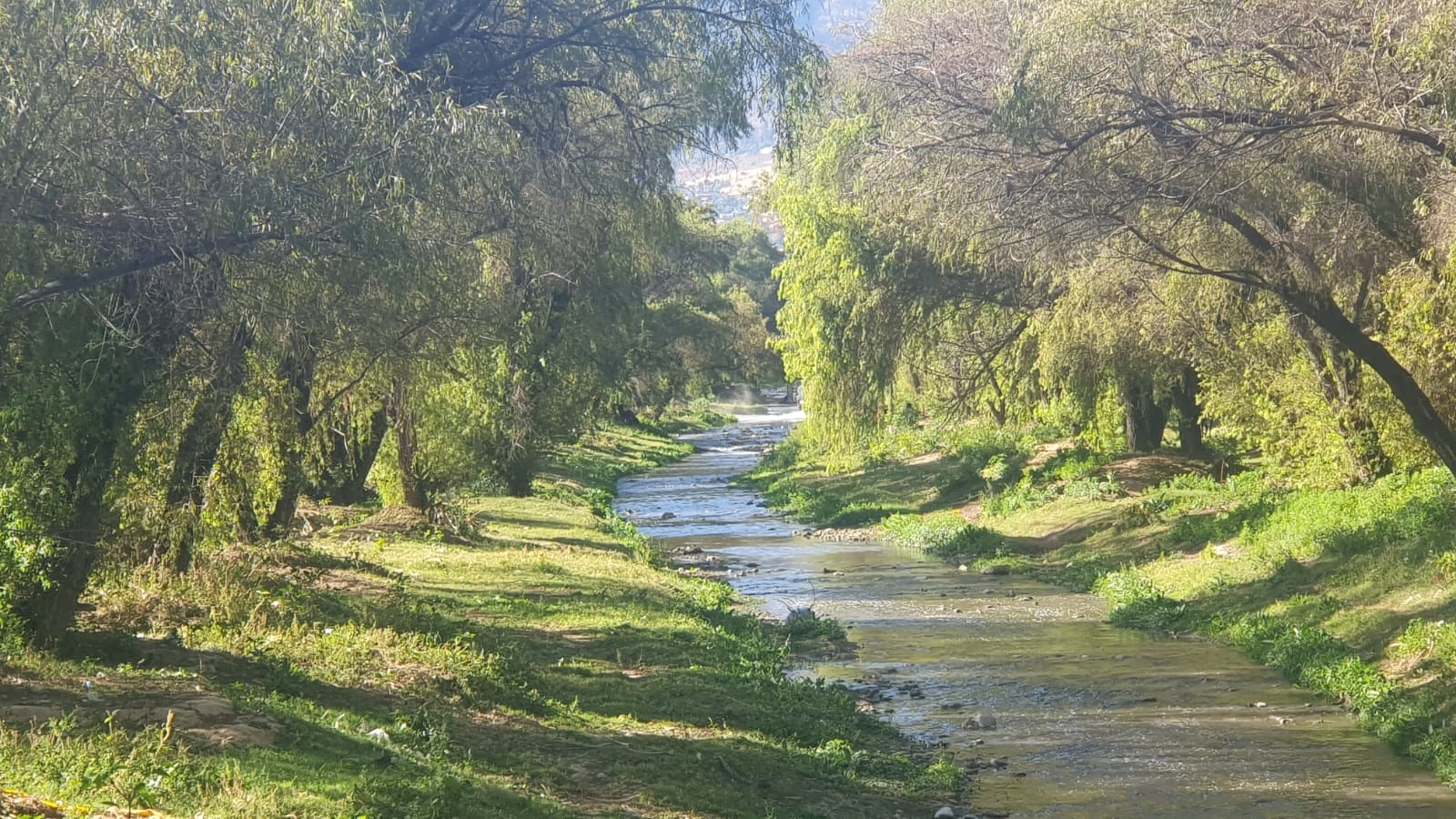
El río Rocha, la corriente hidrográfica más importante de Cochabamba

El río Rocha es la corriente hidrográfica más importante de la ciudad y la divide en su mayor parte de norte a sur, tiene una extensión aproximada de 70 kilómetros desde su nacimiento hasta su desembocadura y cubre una superficie de alrededor de 500 km2. Su caudal comienza en la localidad de Sacaba y atraviesa los municipios de Cochabamba, Colcapirhua, Quillacollo, Vinto y Sipe Sipe, hasta su desembocadura en la localidad de Capinota, donde confluye con el río Arque, formando el río Grande. La red hidrológica se origina principalmente en las cordilleras, a partir del deshielo, bofedales y lagunas oligotróficas de los glaciares, situadas a altitudes cercanas a los 4000 m s. n. m.. A lo largo de su curso, el río recibe el aporte de varios arroyos y quebradas provenientes de la cordillera Tunari (como Taquiña y Janko Khala), así como de los ríos Viloma, Tamborada y Tapacarí, que son sus principales afluentes. En 1574, el capitán Martín de la Rocha, uno de los primeros asentadores de Cochabamba, realizó el desvío del caudal natural del río con fines agrícolas, uniéndolo al río Tamborada en la parte centro-sur del valle. Éste proyecto alteró el ecosistema natural del valle creando áreas pantanosas y conjuntos de campos fértiles ideales para la agricultura, complementados por el clima templado de altitud de los valles de Cochabamba.

### Relieve
La ciudad está asentada en un valle plano, aunque destacan dos cerros: el cerro de la "Coronilla" o colina de "San Sebastián" que adquiere una importancia histórica por la batalla del 27 de mayo de 1812; el otro cerro que destaca es el de San Pedro, en el que se emplaza el Cristo de la Concordia, visible desde cualquier zona de la ciudad.

### Clima
Posee un clima seco y templado, con una temperatura media que varía entre 12 °C a 24 °C. Las temperaturas en invierno no bajan más de -2 °C y en verano no suben más de 35 °C.
| Parámetros climáticos promedio de Cochabamba, Bolivia | Parámetros climáticos promedio de Cochabamba, Bolivia | Parámetros climáticos promedio de Cochabamba, Bolivia | Parámetros climáticos promedio de Cochabamba, Bolivia | Parámetros climáticos promedio de Cochabamba, Bolivia | Parámetros climáticos promedio de Cochabamba, Bolivia | Parámetros climáticos promedio de Cochabamba, Bolivia | Parámetros climáticos promedio de Cochabamba, Bolivia | Parámetros climáticos promedio de Cochabamba, Bolivia | Parámetros climáticos promedio de Cochabamba, Bolivia | Parámetros climáticos promedio de Cochabamba, Bolivia | Parámetros climáticos promedio de Cochabamba, Bolivia | Parámetros climáticos promedio de Cochabamba, Bolivia | Parámetros climáticos promedio de Cochabamba, Bolivia |
| Mes                                                   | Ene.                                                  | Feb.                                                  | Mar.                                                  | Abr.                                                  | May.                                                  | Jun.                                                  | Jul.                                                  | Ago.                                                  | Sep.                                                  | Oct.                                                  | Nov.                                                  | Dic.                                                  | Anual                                                 |
| ----------------------------------------------------- | ----------------------------------------------------- | ----------------------------------------------------- | ----------------------------------------------------- | ----------------------------------------------------- | ----------------------------------------------------- | ----------------------------------------------------- | ----------------------------------------------------- | ----------------------------------------------------- | ----------------------------------------------------- | ----------------------------------------------------- | ----------------------------------------------------- | ----------------------------------------------------- | ----------------------------------------------------- |
| Temp. máx. abs. (°C)                                  | 35.0                                                  | 30.0                                                  | 30.6                                                  | 30.0                                                  | 31.0                                                  | 30.0                                                  | 28.3                                                  | 30.6                                                  | 30.6                                                  | 32.8                                                  | 31.7                                                  | 32.8                                                  | 35.0                                                  |
| Temp. máx. media (°C)                                 | 23.9                                                  | 23.3                                                  | 24.4                                                  | 25.0                                                  | 24.4                                                  | 23.3                                                  | 23.3                                                  | 23.9                                                  | 25.6                                                  | 26.1                                                  | 25.6                                                  | 25.0                                                  | 24.5                                                  |
| Temp. media (°C)                                      | 18.1                                                  | 17.5                                                  | 17.5                                                  | 16.4                                                  | 14.2                                                  | 12.2                                                  | 12.5                                                  | 13.9                                                  | 16.7                                                  | 18.1                                                  | 18.3                                                  | 18.3                                                  | 16.1                                                  |
| Temp. mín. media (°C)                                 | 12.2                                                  | 11.7                                                  | 10.6                                                  | 7.8                                                   | 3.9                                                   | 1.1                                                   | 1.7                                                   | 3.9                                                   | 7.8                                                   | 10.0                                                  | 11.1                                                  | 11.7                                                  | 7.8                                                   |
| Temp. mín. abs. (°C)                                  | 7.2                                                   | 3.3                                                   | 2.2                                                   | -1.1                                                  | -4.4                                                  | -6.7                                                  | -5.0                                                  | -5.6                                                  | -3.3                                                  | 0.0                                                   | 5.0                                                   | 5.6                                                   | -6.7                                                  |
| Precipitación total (mm)                              | 94.0                                                  | 68.8                                                  | 38.4                                                  | 12.7                                                  | 2.3                                                   | 1.3                                                   | 2.5                                                   | 7.6                                                   | 6.1                                                   | 20.8                                                  | 38.1                                                  | 70.1                                                  | 362.7                                                 |
| Fuente: Sistema de Clasificación Bioclimática Mundial |                                                       |                                                       |                                                       |                                                       |                                                       |                                                       |                                                       |                                                       |                                                       |                                                       |                                                       |                                                       |                                                       |

## Demografía
De acuerdo con el censo boliviano de 2024, la población del municipio de Cochabamba es de 669 484 habitantes. Esto lo convierte en el cuarto municipio más poblado del país, detrás de Santa Cruz de la Sierra, El Alto y La Paz.
La población del municipio aumentó en más de la mitad entre 1992 y 2024:
| Año  | Habitantes (municipio) | Fuente |
| ---- | ---------------------- | ------ |
| 1992 | 425.081                | Censo  |
| 2001 | 517.024                | Censo  |
| 2012 | 632.013                | Censo  |
| 2024 | 669.484                | Censo  |

Al comenzar la época republicana, Cochabamba se posicionaba como la segunda ciudad más poblada de Bolivia según el censo de 1846, con un total de 30 396 habitantes, detrás de La Paz, que albergaba a más de 60 000 habitantes en aquella época.
La ciudad supera los límites político-administrativos del municipio de Cochabamba, formando una conurbación con los municipios de Colcapirhua, Quillacollo, Sacaba, Sipe Sipe, Tiquipaya y Vinto, que juntos conforman la Región metropolitana de Kanata, siendo la tercera área metropolitana más grande de Bolivia y un importante centro turístico, económico, industrial y poblacional. Al igual que los otros centros urbanos bolivianos, Cochabamba no es excepción a la tendencia boliviana de crecimiento de las áreas urbanas en detrimento de la población rural, este proceso de urbanización acelerado no se debe exclusivamente a la industrialización, ya que existen unas complejas razones políticas y sociales como la pobreza, el declive del sector agricultor y las oportunidades de trabajo en las ciudades. 

## Administración y política

### Capitalidad

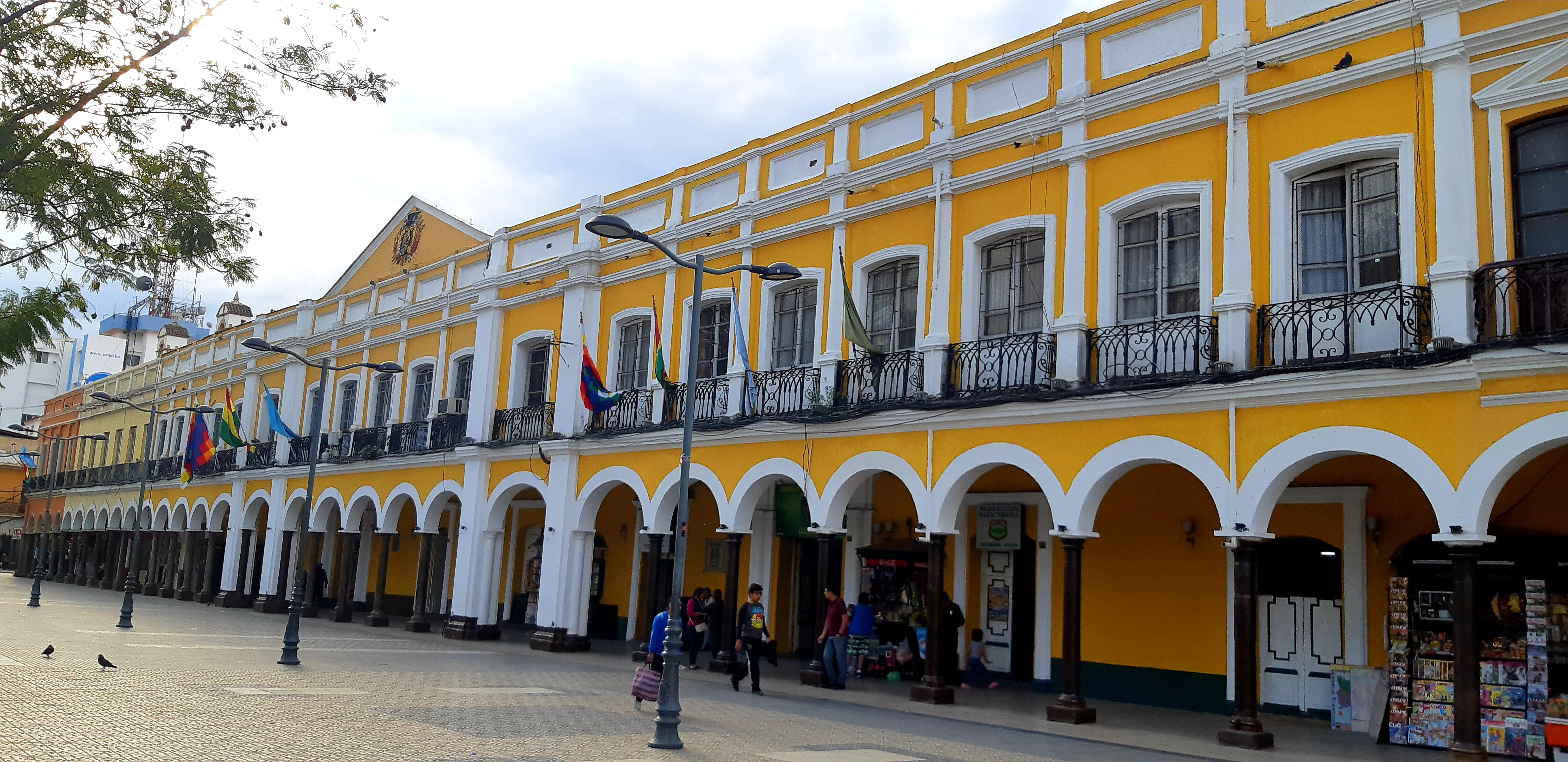
Edificio de la Gobernación de Cochabamba

Cochabamba es la capital del departamento de Cochabamba y es sede del Gobierno Autónomo Departamental de Cochabamba, la entidad política y administrativa del departamento. Tras la promulgación de la Ley de Participación Popular N.º 1551 en 1994, y junto a la Ley de Descentralización Administrativa N.º 1654, se permite iniciar un proceso de reconfiguración entre Estado y sociedad civil, transfiriendo atribuciones y recursos a niveles subnacionales, como el gobierno municipal. Por lo tanto, los departamentos de Bolivia gozan de estatutos de autonomía que establecen su estructura interna. A nivel parlamentario funciona en el poder ejecutivo con un gobernador y en el poder legislativo con una asamblea legislativa departamental. Además del despacho de la gobernación y varias direcciones, el gobierno autónomo departamental de Cochabamba está compuesto por ocho secretarías departamentales.  La capitalidad constituye un elemento diferenciador en relación con el resto de las ciudades cochabambinas, por una mayor concentración de funcionarios públicos y una mayor población flotante que acude a Cochabamba para realizar trámites ante las diferentes secretarías y direcciones.
Cochabamba es también capital de la provincia de Cercado, ubicada en el centro del departamento, desde su fundación el 15 de agosto de 1571 por el capitán español Gerónimo de Osorio con el nombre original de Villa Real de Oropesa. Esto implica que se encuentran ubicadas en la ciudad las diferentes delegaciones provinciales de las consejerías del gobierno autónomo departamental e instituciones del Gobierno de Bolivia.

### Gobierno municipal

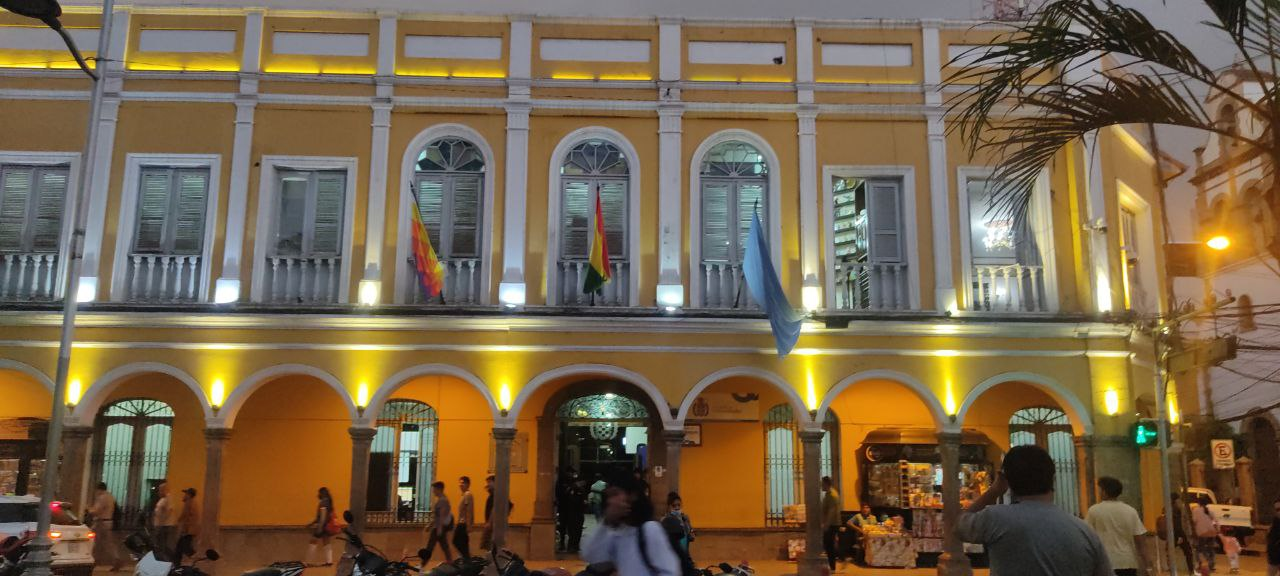
La Alcaldía Municipal de Cochabamba

La administración de la ciudad se realiza a través de la gestión democrática cuyos componentes se eligen cada cuatro años por sufragio universal. El censo electoral está compuesto por todos los residentes empadronados en Cochabamba mayores de 18 años y nacionales de Bolivia. El alcalde de Cochabamba es el jefe de Gobierno y de la administración municipal, representando legal, judicial y extrajudicialmente al municipio. El alcalde además preside sobre el órgano ejecutivo de la ciudad. Según lo dispuesto en el artículo 283 de la Constitución Política del Estado y la Ley n.º 482 de gobiernos autónomos municipales, el gobierno municipal consiste del Concejo Municipal que ejerce facultades legislativas, deliberativas y fiscalizadoras, en cooperación con el órgano ejecutivo. El Concejo Municipal de Cochabamba está compuesto por once concejales elegidos mediante voto directo en elecciones municipales y representan la máxima instancia legislativa del gobierno municipal. Las decisiones y resoluciones se adoptan por voto mayoritario o por dos tercios, según el reglamento general. Desde el 3 de mayo de 2021, el alcalde de Cochabamba es el excandidato presidencial y empresario Manfred Reyes Villa (APB Súmate).

## Economía

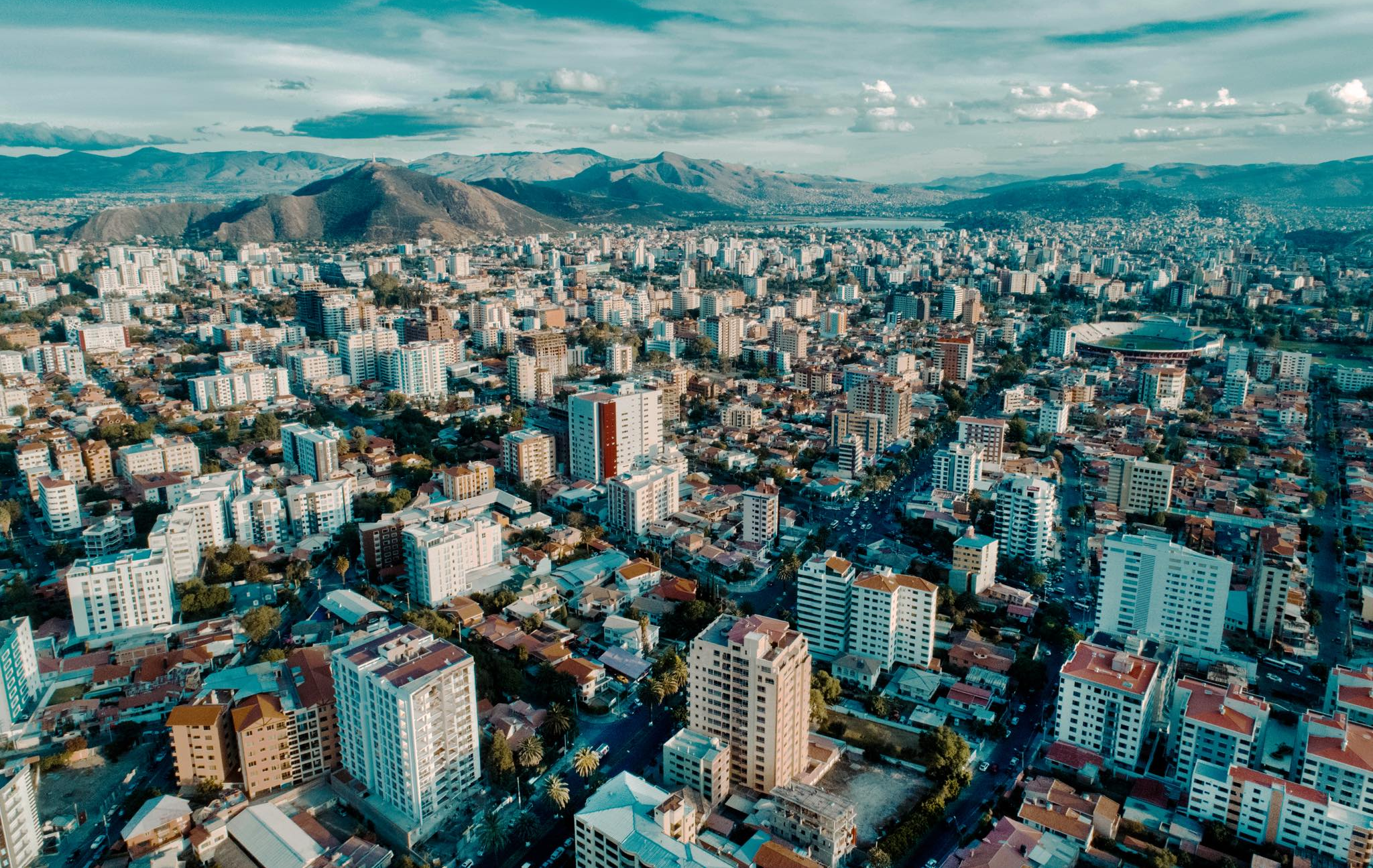
Vista aérea de Cochabamba

Cochabamba ocupa el tercer lugar en importancia económica a nivel nacional. Históricamente, la economía de Cochabamba estuvo sustentada por la agricultura. Actualmente, se ha diversificado y se sustenta más en la producción petrolífera y manufacturera. La economía del municipio se centra principalmente en el sector terciario, destacando actividades como el comercio, transporte, almacenamiento y otros servicios, seguido por la industria manufacturera. En 2021, se estimó que el Producto Interno Bruto (PIB) municipal alcanzó aproximadamente 17.535 millones de bolivianos (equivalentes a USD $6.710 millones en términos de paridad de poder adquisitivo), con un PIB per cápita de 20.844 bolivianos (USD $7.977 PPA). Según estas cifras, la economía del municipio aporta el 43,6% del valor agregado del departamento y el 6% de la economía nacional. Durante el apogeo de la industria minera en Bolivia, Cochabamba tuvo un desarrollo sostenido, para luego entrar a un periodo de declive durante el siglo XVIII, a medida que la industria minera de la plata empezó a decaer. Sin embargo, durante la segunda mitad del siglo XIX se estableció como un centro agrícola en el país.

### Comercio
Es en la zona central donde se concentra la mayoría de los negocios y actividad comercial de la ciudad. Un gran cantidad de comercio formal e informal presente en las calles de Cochabamba, entrando en la popular área Comercial conocida como La Cancha, conformada por varios mercados tanto privados como públicos. Sin embargo, su crecimiento ha comenzado a desplazar el centro comercial hacia el noroeste de la ciudad, tradicionalmente considerado una zona residencial. Cuenta con una activad vida nocturna cosmopolita, sobre todo alrededor de la Calle España y también a lo largo del bulevar o alameda El Prado.
En la ciudad se ubican muchas de las sedes de las empresas más grandes e importantes del país como ser Boliviana de Aviación, ELFEC, Comteco, MotorParts, IC Norte y establecimientos extensos como Hipermaxi, Paseo Aranjuez, Hupermall, Supermall, Mall Brisas del Sur, entre otras.
Siendo Cochabamba la tercera economía en Bolivia, es la más estable debido al dinamismo de su mercado y consumo interno y su buen sistema de transportes, que permite trasladar mercancías hacia todas las provincias del departamento.
A finales del mes de abril e inicios del mes de mayo de cada año abre sus puertas por once días el Recinto Ferial de Alalay para realizar exclusivamente eventos feriales de todo tipo, siendo FEICOBOL (Feria Internacional de Cochabamba), uno de los más grandes eventos comerciales de Bolivia y sus actividades congregaron empresas a nivel mundial, que ayudaron en la economía del departamento y en el crecimiento del turismo. Actualmente fue reemplazado por la Feria Exposición Internacional de Cochabamba o FEXCO en un acuerdo entre el Gobierno Autónomo Municipal de Cochabamba y la Cámara de Comercio, Industria y Servicios de Cochabamba (ICAM), que tuvo inicio de sus actividades con su primera versión, realizado el año 2023.

### Agricultura

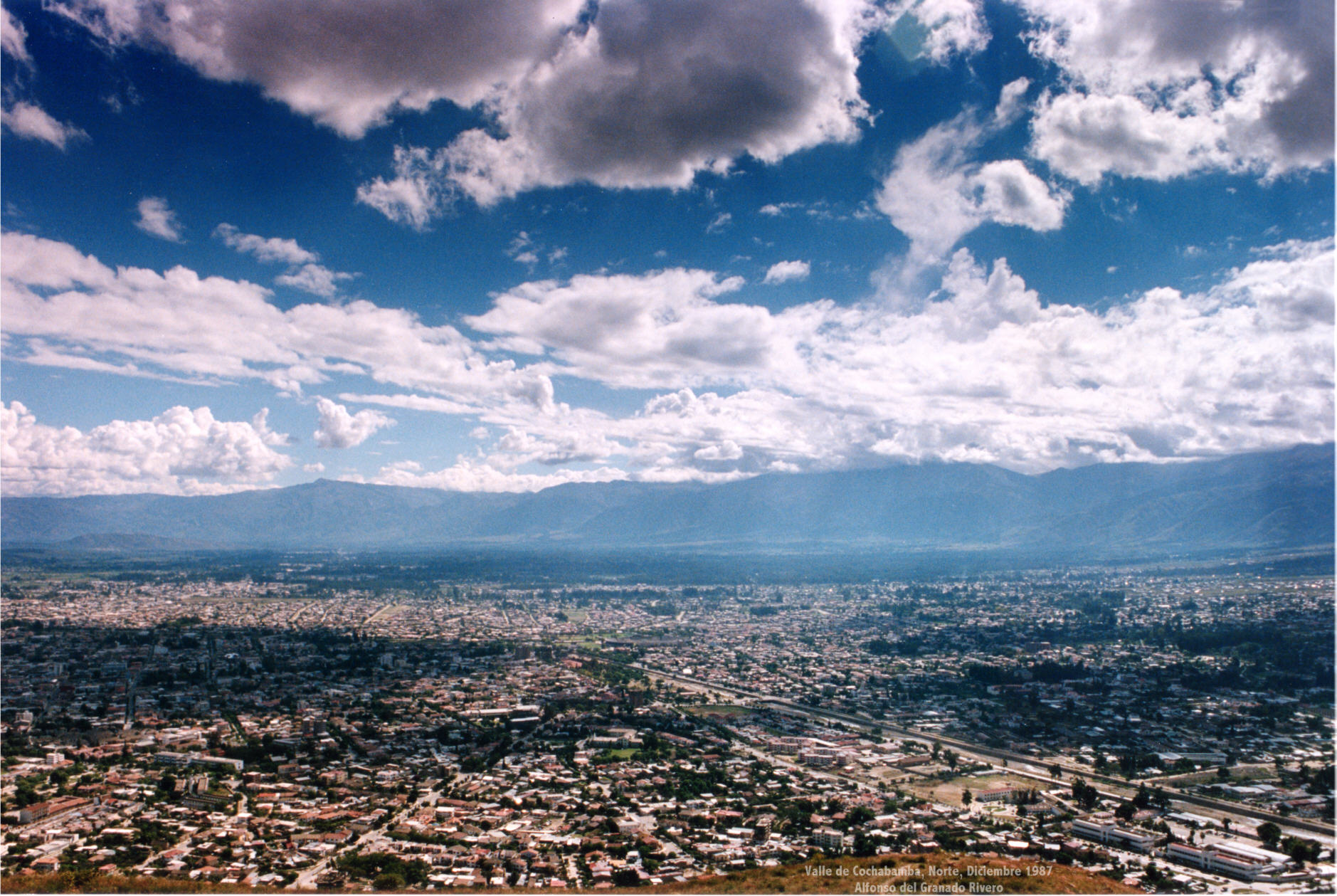
El valle de Cochabamba hacia 1987

La agricultura en la ciudad de Cochabamba era muy importante pero esta se ha reducido debido a la expansión del área urbana que ha reducido las tierras de cultivo al sur de la ciudad, a la zona de la Maica y la Tamborada. Pero en los mercados de la ciudad se pueden adquirir productos que pueden variar según la zona de donde son traídos de regiones de clima y geografía distante:
- El Trópico, en esta zona se encuentran principalmente los cultivos de plátano, naranja, mandarina, palmito, papaya, piña, cacao etc.

- Los valles, esta es su principal zona agrícola, en esta zona hay cultivos de haba, arveja, cebolla, maíz, tomate, locoto, perejil, lechuga, nabo, zanahoria, chirimoya, frutilla, durazno, etc.
- Subyungas, en esta zona se encuentran cultivos de haba, arveja, chirimoya y papa principalmente.

### Energía

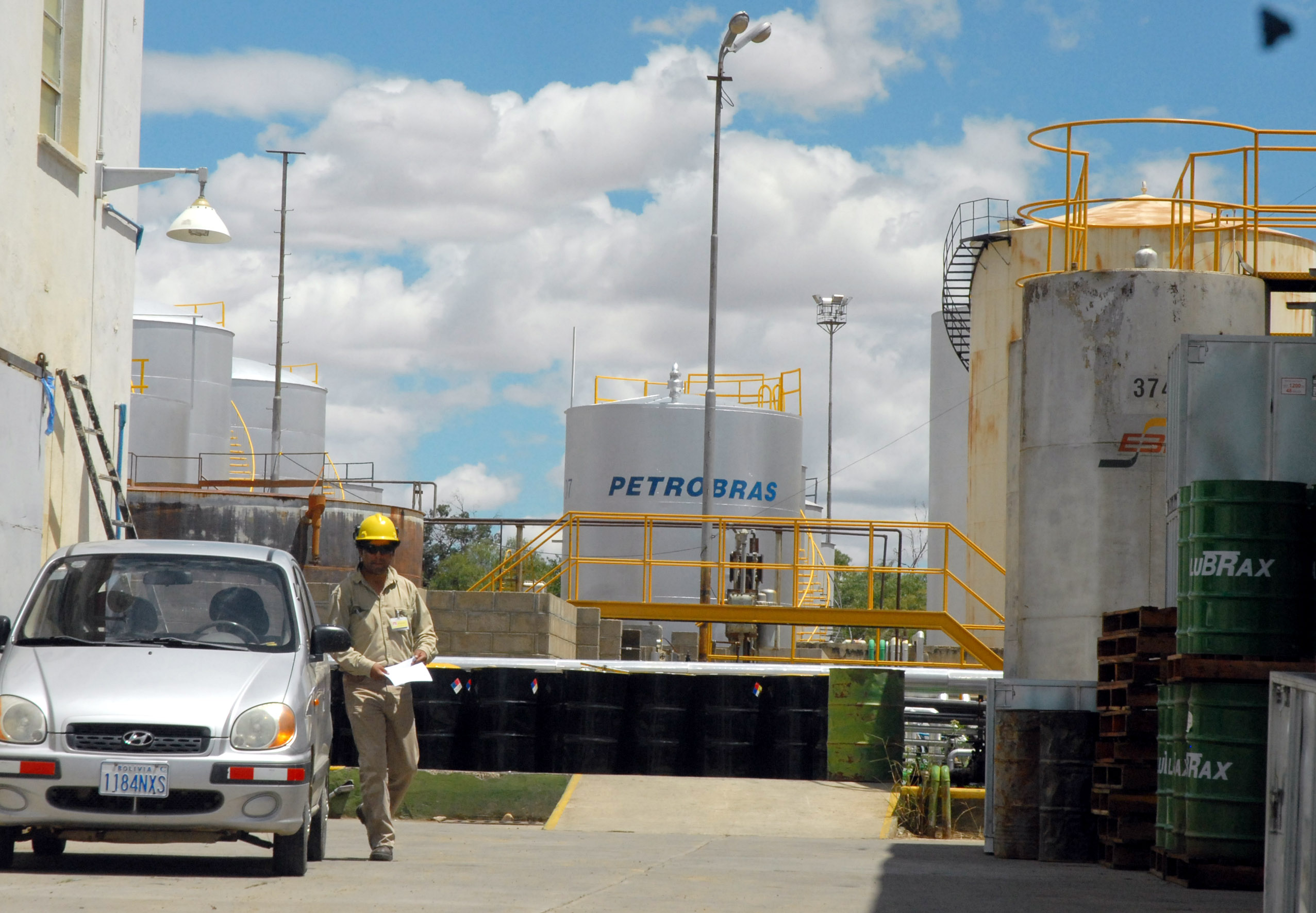
Refinería de la compañía brasileña Petrobrás en los alrededores de Cochabamba

Hace pocos años que en Cochabamba se han encontrado importante reservas de gas natural lo que convierte a Cochabamba en uno de los principales departamentos productores de este energético en Bolivia. En Cochabamba también se encuentra una de las principales plantas de producción de energía eléctrica, con la posibilidad de ser ampliado con el proyecto Misicuni, un proyecto cochabambino de larga duración.

### Industria
La industria está basada en la manufactura, en la industria automotriz, en la química y alimentaria. En la ciudad se ubican las plantas de Unilever, donde son producidos productos de limpieza, jabones, perfumes, etc. La industria automotriz se basa en la producción de carrocerías MotorParts para el mercado interno de toda Bolivia, también existe una planta de ensamblaje de tractores. La industria de producción de bebidas es encabezada por la Cervecería Boliviana Nacional con las plantas de Taquiña y Pepsi entre otras, establecidas en Cochabamba. Finalmente la industria manufacturera en Cochabamba se dedica a la producción de cerámica, muebles, plásticos, todo tipo de cables y textiles.

### Servicios
Su área metropolitana se caracteriza por tener servicios de relativa calidad. El sistema de agua y alcantarillado en la actualidad está presente en la totalidad de la ciudad. La mayoría de la ciudad cuenta con servicios de agua, luz, alcantarillado, gas domiciliario, servicios de limpieza, entre otros.Los proveedores de electricidad, agua, aseo y gas son ELFEC, SEMAPA, EMSA y la gerencia regional de YPFB. Los operadores de telefonía fija son Entel, AXS y Comteco.

#### Agua
A finales de la década de 1990, al amparo de las políticas económicas neoliberales vigentes y por presiones de organismos como el Banco Mundial, el Banco Interamericano de Desarrollo y el Fondo Monetario Internacional, se privatizó SEMAPA, la empresa encargada de la distribución de agua local buscándose transferir la propiedad a a favor de Aguas del Tunari S.A., consorcio privado con accionistas como Bechtel Corporation, ICE y SOBOCE.
Eso desató una serie de violentas protestas en Cochabamba a principios del 2000, las cuales se enardecieron con la brutal represión, provocando la huida de los ejecutivos de Aguas del Tunari y cancelando inexorablemente un contrato de concesión de 20 años de duración. El presidente Hugo Banzer abrogó la Ley 2026. En años posteriores Bolivia, gastó enormes sumas de dinero resarciendo a Bechtel en un juicio ante el CIADI, corte del Banco Mundial. 

## Arquitectura, turismo y urbanismo
Cochabamba recibe y ha recibido diferentes apodos vinculados a su vegetación: “La ciudad jardín” y “la ciudad de la eterna primavera”.
El centro de la ciudad, alrededor de sitios como la Plaza Colón o Plaza 14 de septiembre, es generalmente de una arquitectura moderna, contrastante con los numerosos vestigios urbanísticos coloniales y republicanos diseminados por toda la urbe.

Cuenta con diversas templos y conventos. Entre los templos, cabe señalar como la obra más representativa a la Catedral construida a principios del siglo XVIII, sobre la base de un antiguo templo del siglo XVI, que se encuentra ubicada en la Plaza 14 de Septiembre, siendo uno de los símbolos característicos de la ciudad, denominada Catedral Metropolitana desde 1975. Así mismo, se destacan el templo de Santo Domingo, el Templo de San Francisco, el Templo de la Compañía de Jesús, la Iglesia y Convento de Santa Teresa, el Templo de Santa Clara de estilo neo-gótico, el Templo de El Hospicio, y el Templo de San Juan de Dios, que era parte del antiguo hospital de la ciudad.

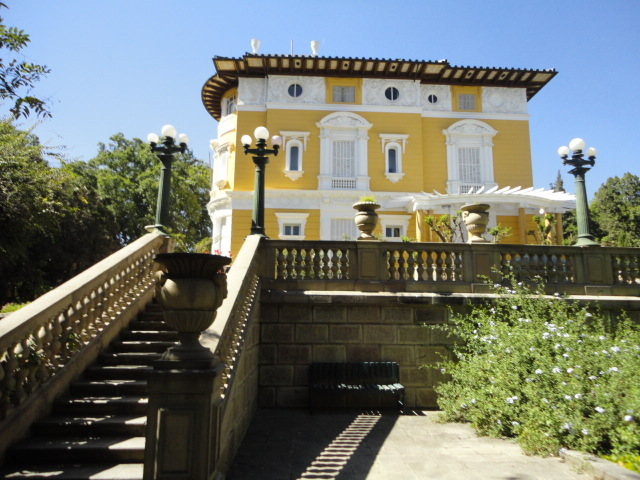
El Palacio Portales, residencia histórica del magnate boliviano Simón I. Patiño (1915)

Del mismo modo el centro de la ciudad conserva el típico aire colonial que es contrastado con los avances arquitectónicos y construcciones modernas, transformación que se debe en gran parte a los progresos y mejoras económicas que muestra en general todo el departamento.
Uno de los edificios representativos de la ciudad Cochabamba es el edificio Colón, que se encuentra en la plaza homónima, de casi 100 m de altura. También destaca, entre otros edificios llamativos, el conglomerado de edificios llamado "Torres Sófer", en el que se encuentra un centro comercial y las instalaciones de un supermercado que abastece de productos a la zona norte y al centro de la ciudad.

### Patrimonio
Entre los atractivos naturales de Cochabamba puede destacarse el Parque Tunari, situado a escasa distancia de la ciudad y que constituye un pulmón verde para la misma. Igualmente, se encuentra la Laguna Alalay en la zona sur, la cual, como el citado parque, es un enclave rico en fauna y flora.

#### Cristo de la Concordia

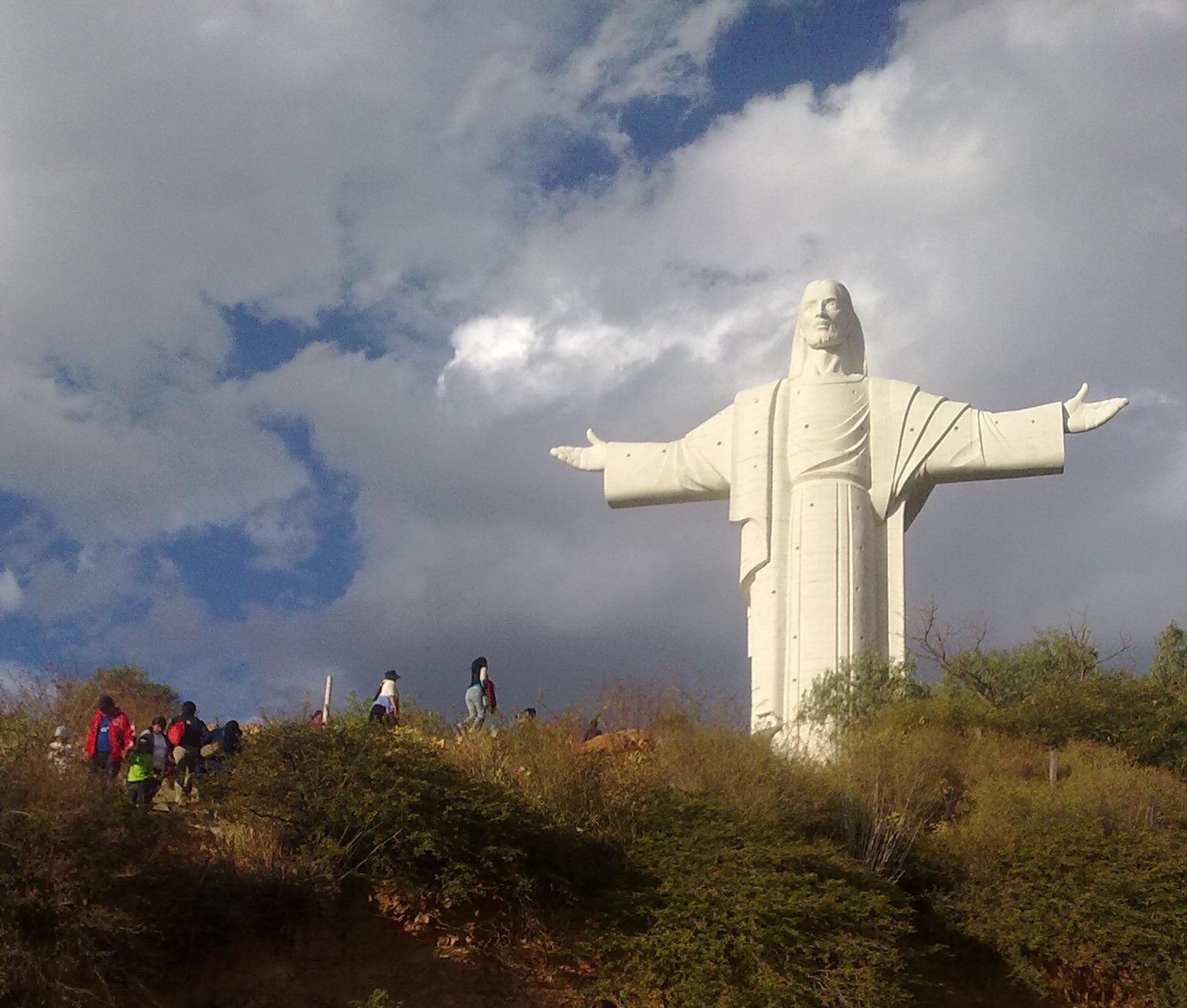
El Cristo de la Concordia construido en 1994 en memoria a la visita del papa Juan Pablo II a la ciudad en 1988.

El Cristo de la Concordia es una estatua monumental de Jesucristo, ubicada sobre el cerro de San Pedro en la ciudad de Cochabamba, Bolivia, a una altura de 265 m sobre la ciudad. La estatua mide 34,20 m de altura, sobre un pedestal de 6,24 m, con una altura total de 40,44 m. La estatua es ligeramente más pequeña que la estatua de Estatua de Cristo Rey (Świebodzin), 36 m, contando los 2 m de la corona, y es más alta que la estatua de Cristo Rey en Cali (28 m), al igual que la estatua de Cristo Redentor en Río de Janeiro, que tiene 30 m, pero menor al Cristo Protector de Encantado, de 43 m, en el sur de Brasil.

#### La Coronilla
Ubicada en la colina de San Sebastián, al sur de la ciudad de Cochabamba, es una zona histórica, emblemática, donde se encuentra un monumento erigido en conmemoración a la batalla por la independencia de Bolivia que libraron las valientes mujeres conocidas como "Heroínas de la Coronilla" en esta colina se realizó la defensa de la libertad contra el ejército realista español en 1812.

#### Laguna Alalay
Ubicada al centro sur de la ciudad, es una zona ecológica, con aves, peces y vegetación única, cuenta con una ciclovía de aproximadamente 15 km, un sendero para dar la vuelta por la laguna en una caminata y áreas verdes de esparcimiento natural. Es un área que fue recuperada de la contaminación urbana y al igual que el río Rocha, también en proceso de recuperación, que pasa por medio de la ciudad, constituyen

### Principales plazas y parques

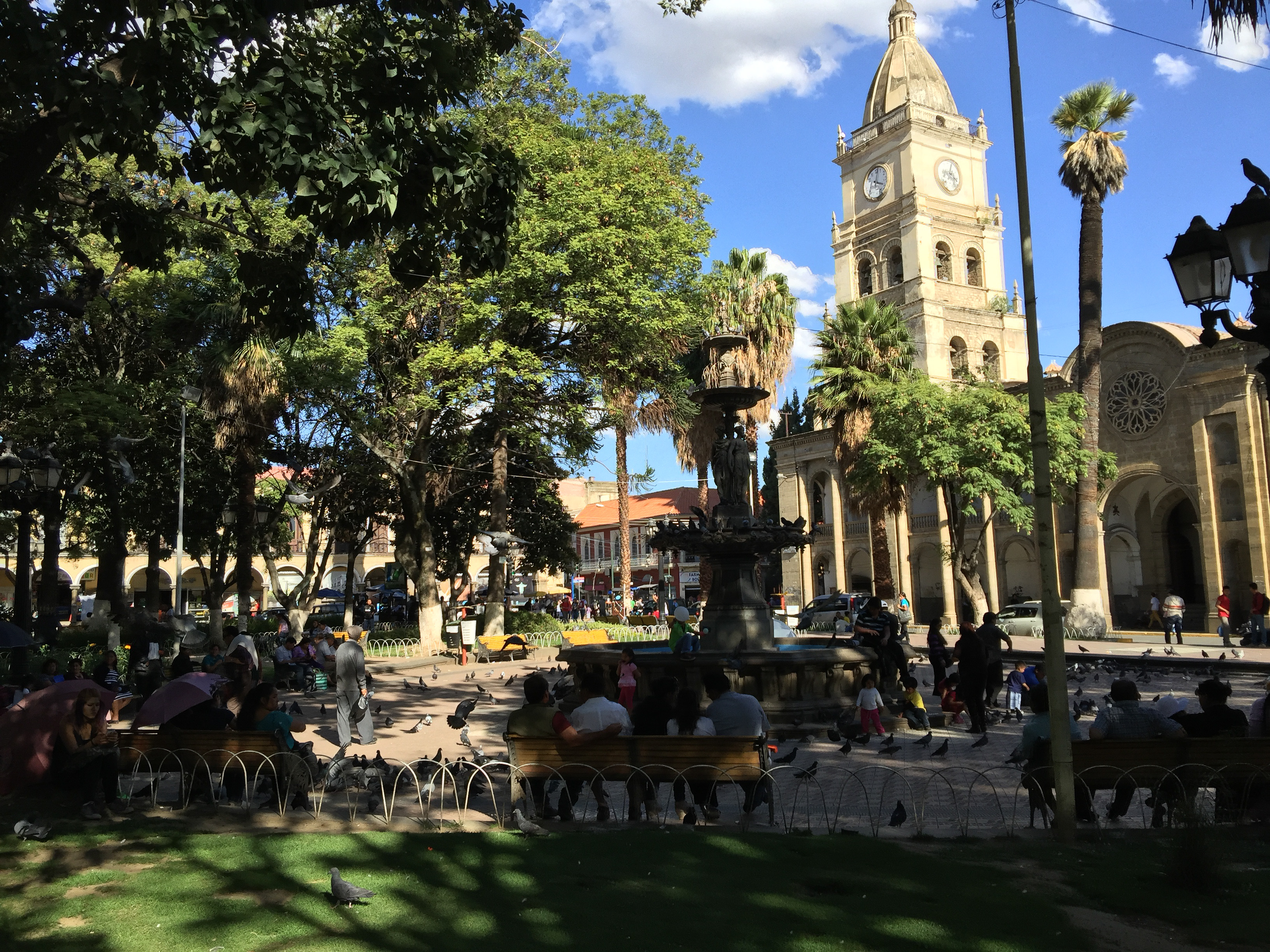
La Plaza 14 de Septiembre es la plaza principal de la ciudad

- Plaza 14 de Septiembre: ocupa el centro histórico de Cochabamba. Cuenta con accesos peatonales por las cuatro esquinas, al interior tiene varias divisiones con espacios para reunión de personas al libre albedrío, se ha usado los espacios centrales para diferentes actos conmemorativos y libertarios, en la parte sud de la misma tiene una fuente de agua de características románicas. En general, está adornado por jardines permanentemente atendidos.
- Jardín Botánico Martín Cárdenas: espacio protegido de vegetación, con plantas de varias especies, clasificadas para su reconocimiento, se permite la entrada del público en horarios específicos y por lugares adecuados.

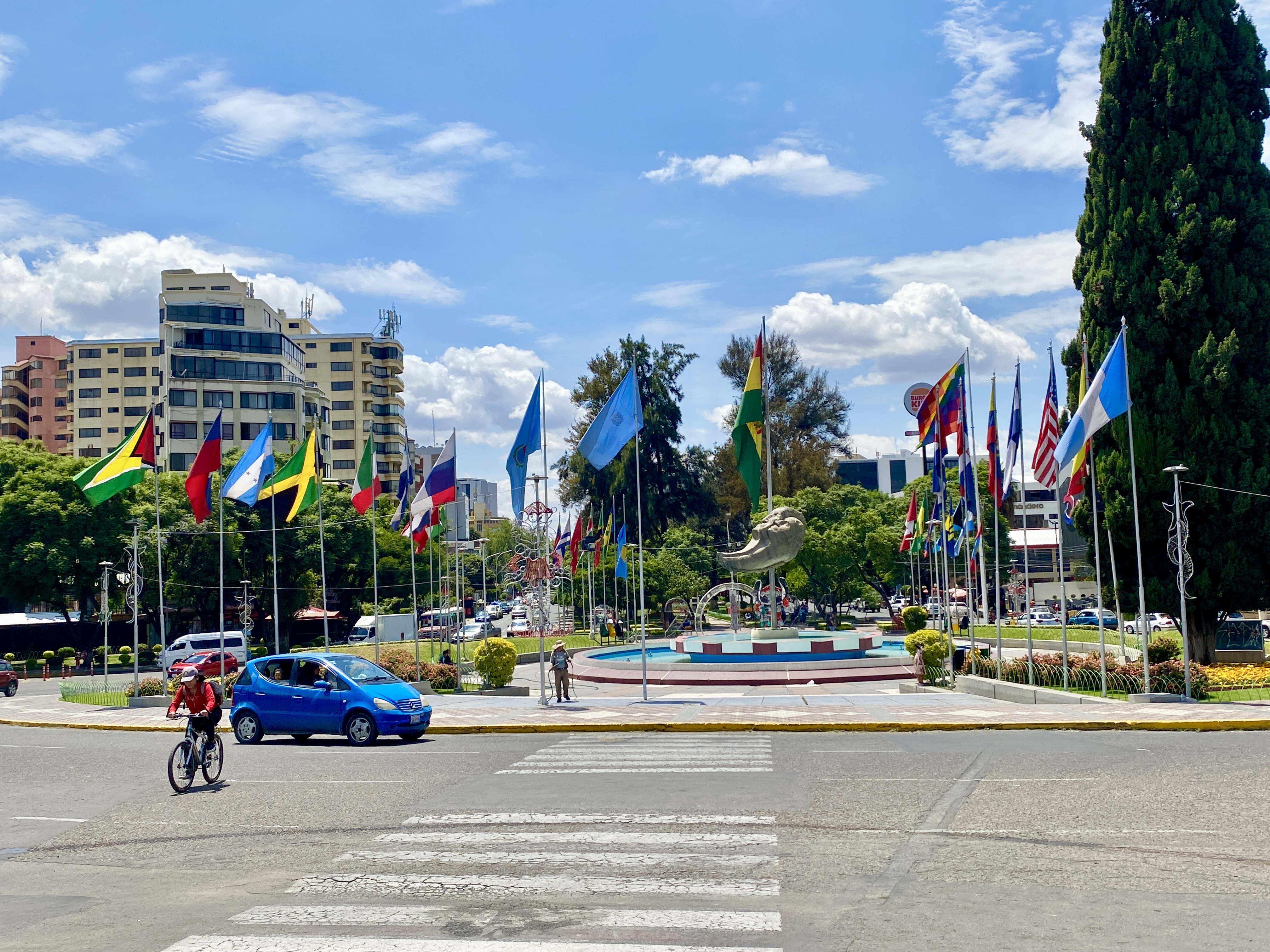
La Plaza de las Banderas con la escultura "Diversidad en Equilibrio"

- La Plaza de las Banderas con la escultura "Diversidad en Equilibrio"Plaza del Granado: plaza colonial ubicada en el centro histórico, en el rincón en el que confluyen las calles Baptista y Ecuador. En ella, se encuentran el templo y convento de Santa Teresa, y se ubica el monumento a "El Tata" Granado, santo obispo de la iglesia católica del siglo XIX, que es venerado por la población y en cuya tumba de la catedral de San Sebastián hasta el día de hoy no faltan flores, velas encendidas y hasta ex votos.
- Plaza Quintanilla: plazuela de tipo circular con vegetación típica de la zona y con espacios para recreación y esparcimiento. Es el punto de encuentro de varias rutas de la ciudad como las Avenidas Papa Paulo, Oquendo y Daniel Salamanca.
- Plaza Colón: segunda plaza en importancia y dedicado al descubridor de América, Cristóbal Colón. Tiene espacios de vegetación y árboles ancestrales, muy cuidados, se caracteriza por su gran fuente de agua en la mitad de la misma y un típico puente peatonal, muy adecuado para el esparcimiento.

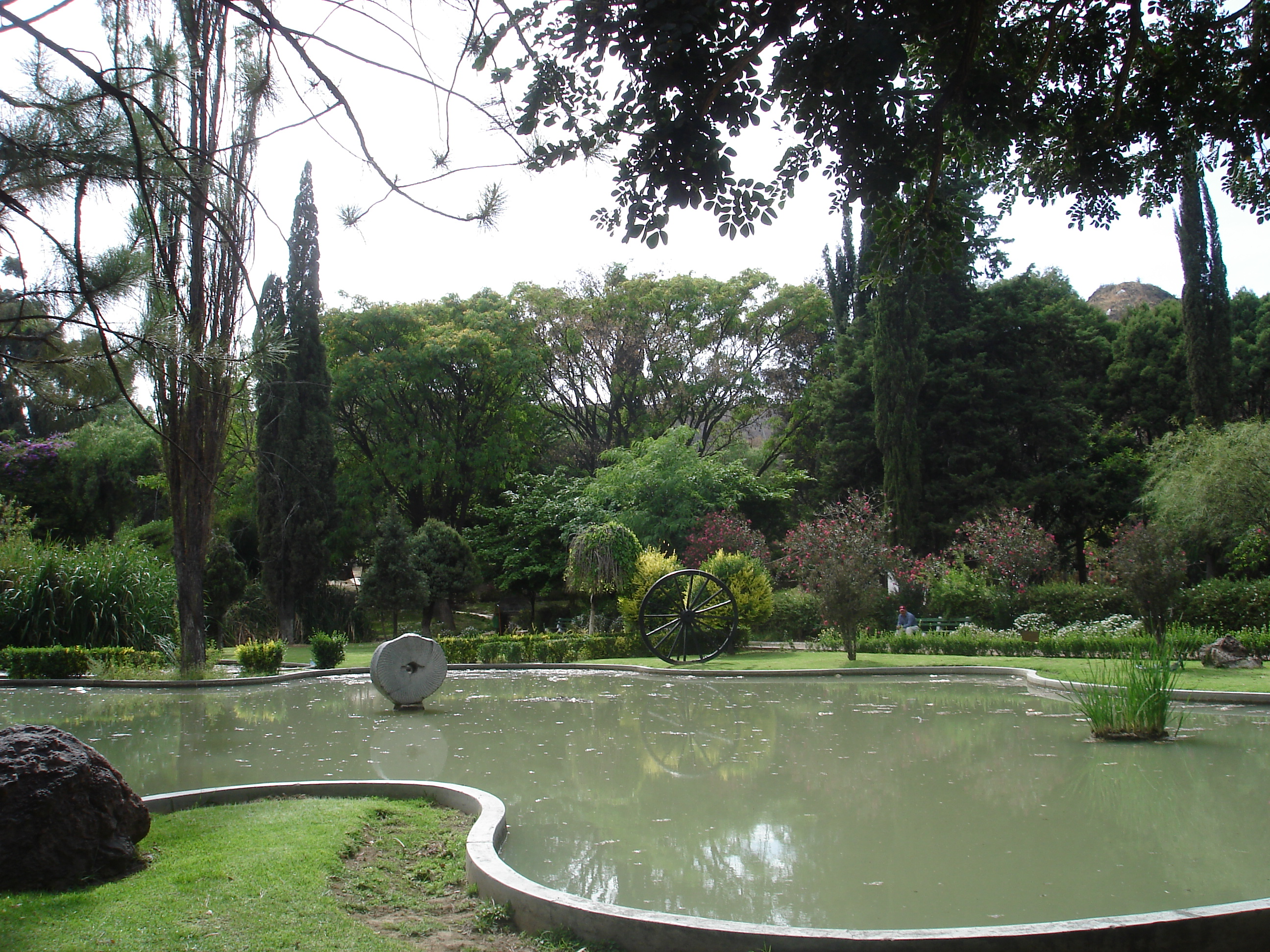
El Jardín Botánico Martín Cárdenas

- El Jardín Botánico Martín CárdenasParque acuático Mariscal Andrés de Santa Cruz: parque de temática ecológica y acuática, fue un espacio árido que se remodeló y adecuó totalmente para cumplir una finalidad recreativa y de descanso. Para los menores tiene espacios de diversión y actividad apropiadas, sean estos espacios acuáticos, que son los que más predominan y espacios al aire libre y entre medio de la vegetación. En su área está compuesto de piscinas, estanques, fuentes de agua, espacios de recreación, parroquia y actualmente se construye un complejo de natación como escenario para los
- Plaza de las banderas: espacio circular con una fuente de agua con la escultura “Diversidad en Equilibrio” del escultor boliviano Andrés Gavilano. Esta escultura está tallada en un solo bloque de granito de 22 toneladas y está suspendido da a 3 m de altura, todo un desafío a la ley de la gravedad. La moderna escultura creada el año 2001 representa las distintas culturas y etnias que componen la identidad nacional. La Plaza se ha convertido en un lugar emblemático de la ciudad y está ubicada al final del Paseo del Prado, donde flamean permanentemente las banderas de los países americanos.
- Parque del Bicentenario: el parque más grande del Cercado, tiene áreas de gimnasia al aire libre, áreas acuáticas, áreas infantiles y áreas de Paintball.
- Parque de las aguas danzantes
- Parque Ollantay, ubicado en la zona de Villa Coronilla es el único parque de la ciudad que fue diseñado con la participación de los y las jóvenes de la zona, organizaciones sociales como las que participan dentro del proyecto mARTadero y participación de vecinos en general. Tiene espacios dedicados al skateboard, breakdance, parkour y otras disciplinas urbanas.[36][37]

Barrios y Zonas de la Ciudad

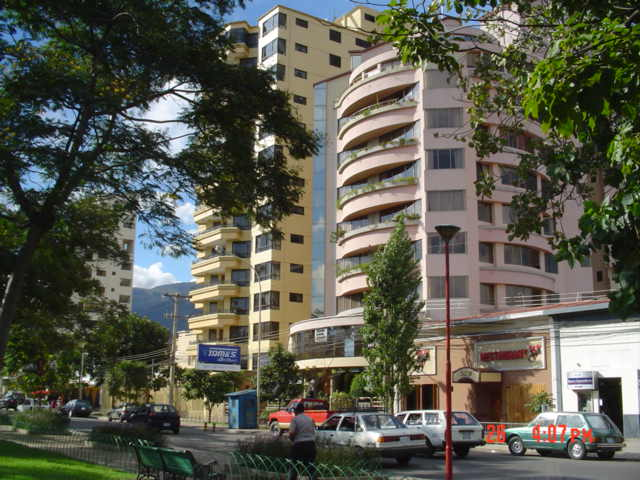
El Paseo del Prado de Cochabamba

- Cala Cala: uno de los barrios residenciales más antiguos, ubicado a 10 minutos de "el centro" y pese a la expansión y desarrollo de la ciudad este barrio, mantuvo su característica residencial. En Cala Cala se encuentra ubicado el Estadio Sudamericano "Félix Capriles".
- Casco Viejo: Es el histórico centro antiguo de la ciudad, en la actualidad alberga museos, iglesias, comercios y edificios importantes, como la Alcaldía Municipal, la Catedral metropolitana, el edificio de la Gobernación, etc.
- Jaihuayco: Es uno de los barrios más populares de la ciudad, este barrio es considerado uno de los más antiguos junto a Cala Cala, comenzó a ser poblado en 1940 y conserva casi intacta su historia y sus tradiciones.

- Zona Norte: en esta zona se encuentran la mayoría de los barrios residenciales de Cochabamba como Cala Cala, Tupuraya, Queru Queru, Alto Queru Queru, Aranjuez, Recoleta, Mirador, Lomas de Aranjuez, entre otros; se caracteriza por ser uno de los lugares más vistosos y atractivos de la ciudad, se encuentra emplazado en las faldas del Tunari, con jardines y parques muy bien mantenidos. Así también cuenta con varios centros comerciales como el IC Norte de la avenida América este, donde encontramos gimnasios y discotecas, también se encuentra en esta zona la UCB San Pablo (Universidad Católica Boliviana).La Iglesia de Cala Cala en el barrio del mismo nombre

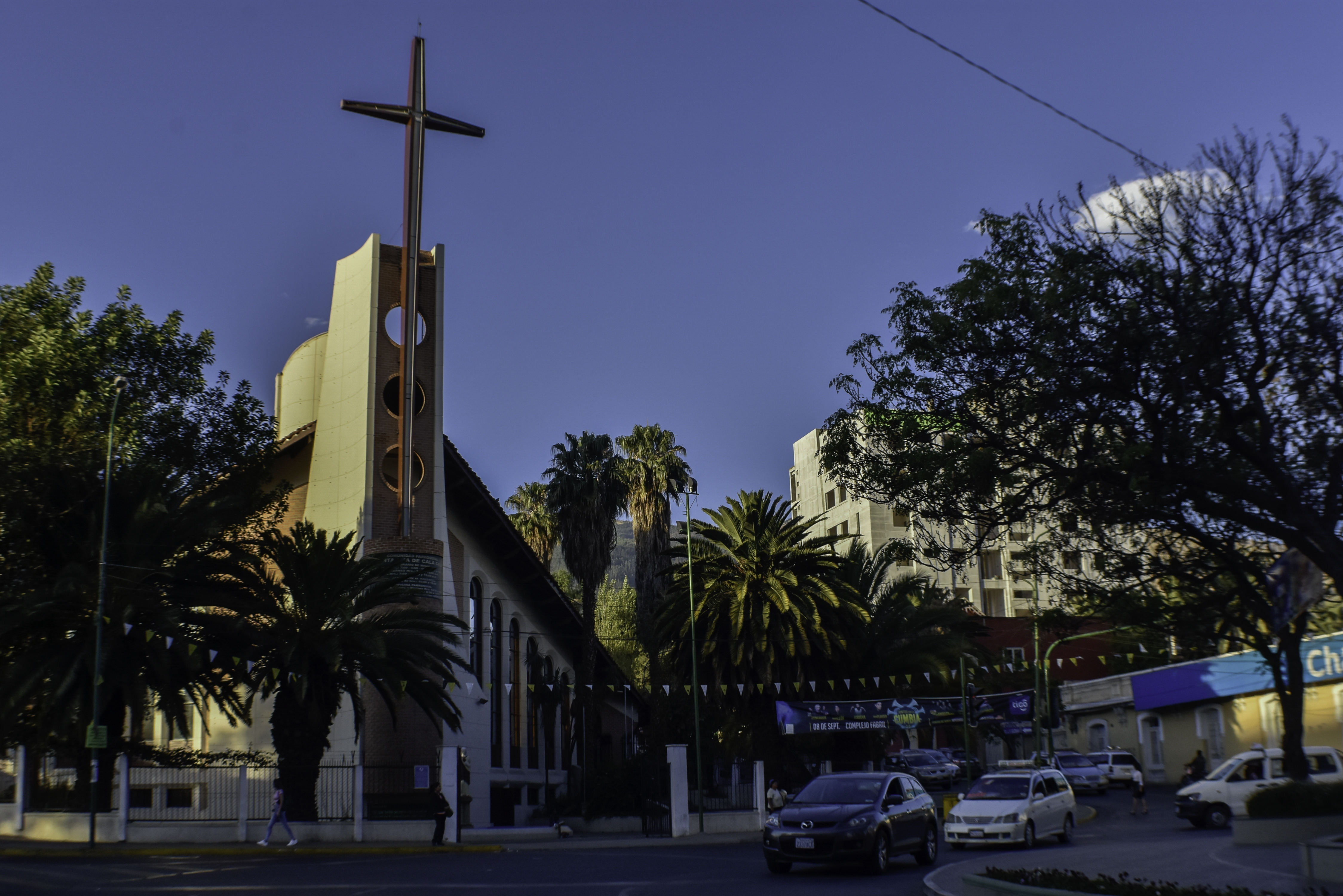
La Iglesia de Cala Cala en el barrio del mismo nombre

- Zona Central: conocida popularmente como "el centro" donde encontramos el mercado de "la Cancha", también se encuentra el barrio de Las Cuadras, donde se ubica la Universidad Mayor de San Simón; es aquí donde se aglomeran los principales comercios, hoteles y avenidas de la ciudad; además, se encuentra el prado o alameda cochabambina (Avenida José Ballivián). Tenemos el río Rocha con varios puentes a desnivel hacia el centro norte y hacia el centro sur por la avenida 6 de agosto, lo que definitivamente le da un aire de modernidad y belleza a la ciudad. Existen también edificios de gran envergadura, además de restaurantes, cafés, pubs y discotecas.

- Zona Sur: se caracteriza por ser un sector muy árido. En esta zona se establecieron la mayoría de los residentes que llegaron de otros departamentos como La Paz, Oruro, Potosí, en esta zona se encuentra la FEICOBOL, la Laguna Alalay, la Refinería Gualberto Villarroel de YPFB y los centros de abasto más grandes de Cochabamba, como el mercado campesino.

## Transporte y vialidad

### Transporte terrestre

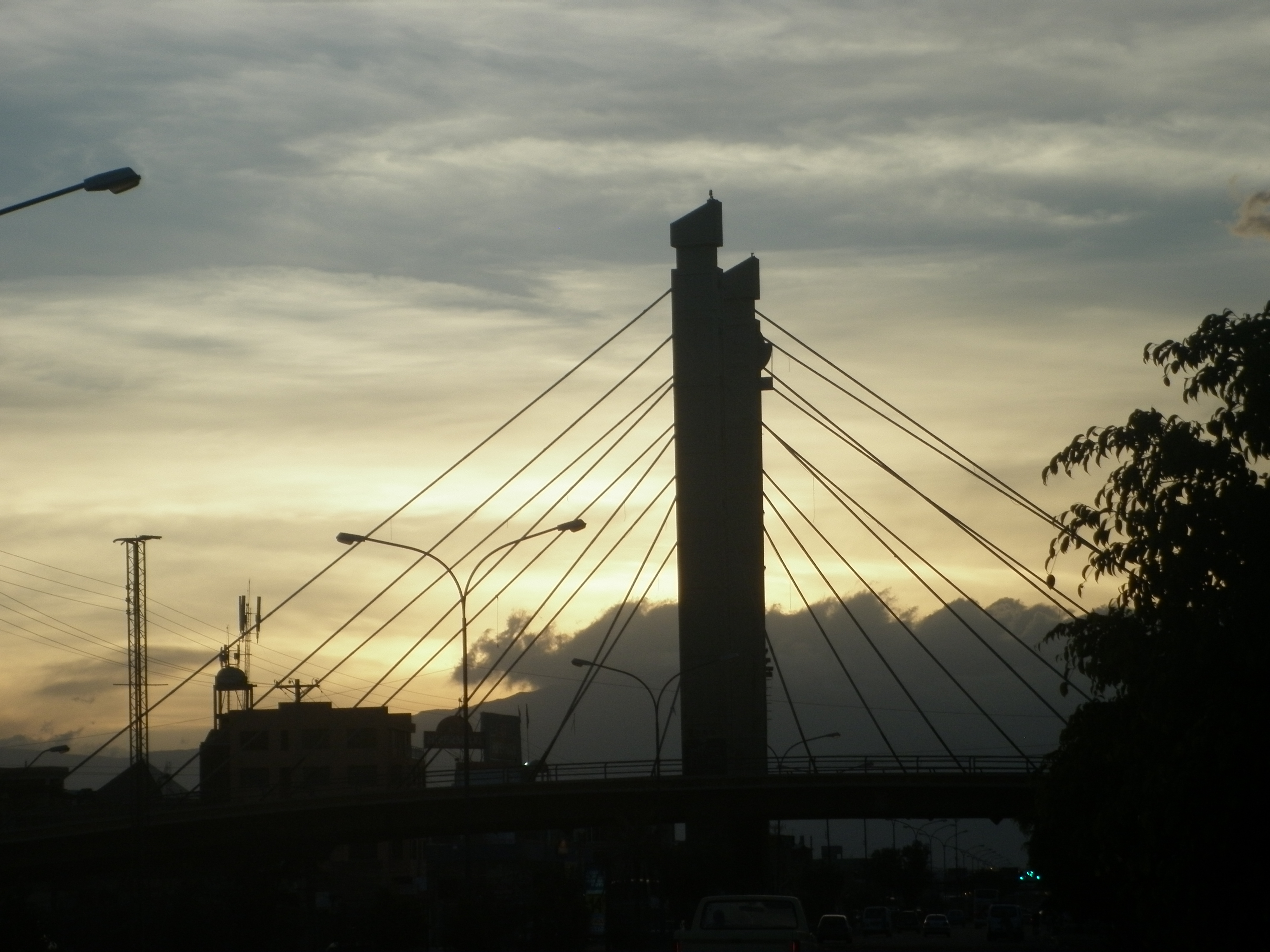
Viaducto vehicular de las avenidas Melchor Pérez y avenida Blanco Galindo. Vista al atardecer.

La ciudad cuenta con innumerables avenidas con puentes que se conectan con todos los barrios y distritos de la ciudad:
- De sur al norte: Avenida Ayacucho, avenida Oquendo, avenida José de San Martín (un solo sentido), avenida Antezana, y avenida Rubén Darío.

- Río Rocha: Avenida Beneméritos de la Guerra del Chaco, avenida Juana Azurduy de Padilla (entrada al Aeropuerto), avenida Costanera (Parque de la familia y complejo deportivo Olympic), avenida 23 de Marzo, avenida Villazón (ruta nacional a Santa Cruz) y avenida Uyuni (concluye en la intersección con avenida América y avenida Circunvalación).

- Sur: Avenida Petrolera (ruta nacional a Potosí, Sucre y Santa Cruz), avenida Suecia, Circuito Bolivia (Laguna Alalay), avenida Siglo XX, avenida Panamericana (ruta municipal Lajma-Santiváñez), avenida Siles, avenida Panamericana, avenida Independencia, avenida República.

- Norte: Avenida Libertador Simón Bolívar (Barrio Cala Cala), Avenida Atahuallpa (Barrio Temporal) Avenida Segunda Circunvalación (ruta al parque nacional Tunari), avenida Gualberto Villaroel, avenida Juan de la Rosa, avenida Simón López (ruta municipal a Tiquipaya).

- Centro: Avenida Heroínas de la Coronilla, avenida Aroma, calle Punata, Avenida Belzu, Avenida Ramón Rivero, Avenida José Ballivián (paseo del Prado) y Avenida Daniel Salamanca.

- Del Centro al oeste: Avenida Blanco Galindo, avenida Melchor Pérez de Olguín, avenida Víctor Ustáriz, avenida Arquímedes, avenida Alcide d'Orbigny y avenida Tadeo Haenke.

- Distribuidores vehiculares: Manuela Gandarillas (Av. 6 de agosto y av. República), Cobija (avenidas Alcide d'Orbigny, Tadeo Haenke, Humboldt, Costanera y calle José de la Reza), Humberto Rivas (Avenidas 6 de Agosto, Petrolera y Barrientos), Muyurina (avenidas 23 de marzo, Villazón, Rubén Darío y General Galindo).

- Puentes de acceso: Río Rocha (Killman, 6 de agosto, Huayna Kapac, 14 de Enero o Quillacollo, Cobija, Cala Cala, Antezana, Recoleta, Muyurina, Villazón), Río Tamborada (Av. Panamericana).

La ciudad de Cochabamba cuenta con una terminal que recibe salidas y llegadas de buses nacionales e internacionales.
La ciudad además cuenta con carreteras importantes:
- Ruta 4, comunica con las ciudades de La Paz, Oruro y Santa Cruz de la Sierra; además con los municipios de Colomi, Villa Tunari, Chimoré, Sipe Sipe, Parotani, Caracollo, Vinto y Montero.

- Ruta 7, la comunica con la ciudad de Santa Cruz de la Sierra; además de los municipios de San Benito, Punata, Comarapa, Mairana, Samaipata y La Guardia, además la carretera tiene ramas que conectan Cochabamba con otros municipios importantes del valle alto.

En 2014 fue inaugurado el túnel El Abra, que conecta Cochabamba con la ciudad de Sacaba, pasando por debajo de la Serranía de San Pedro.
Se tiene proyectada la construcción de la carretera conectará con la ciudad de Trinidad. El 2011 comenzó una crisis porque el trazo a ser ejecutado por el gobierno central atravesaba el Territorio Indígena y Parque Nacional Isiboro Sécure.

### Transporte férreo

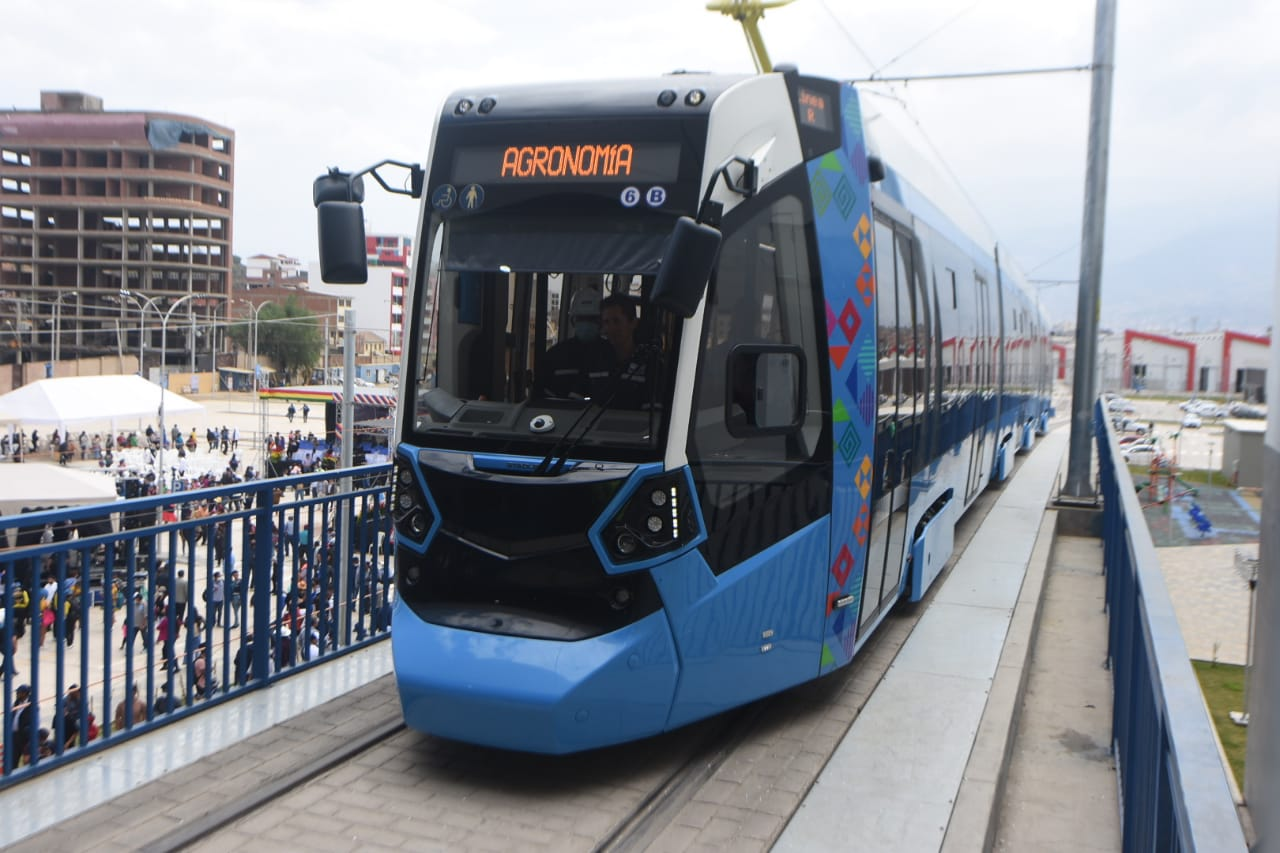
Tren Stadler 85601M del sistema de transporte "Mi Tren"

El Tren Metropolitano de Cochabamba es el sistema de trenes ligeros que conecta la ciudad de Cochabamba con los municipios centros administrativos de Colcapirhua, Quillacollo,  Sacaba, Sipe Sipe y Vinto. Es la segunda empresa estatal de transporte público metropolitano en Bolivia, después de Mi Teleférico en La Paz. Es operada por el Ministerio de Obras Públicas, Servicios y Vivienda a través de la Unidad Técnica de Ferrocarriles. Su construcción comenzó el 16 de agosto de 2017 durante el Gobierno de Evo Morales con un costo del proyecto aproximado de 447,7 millones de dólares. e inició operaciones comerciales el 13 de septiembre de 2022 inaugurando las líneas Verde y Roja. 

### Transporte aéreo

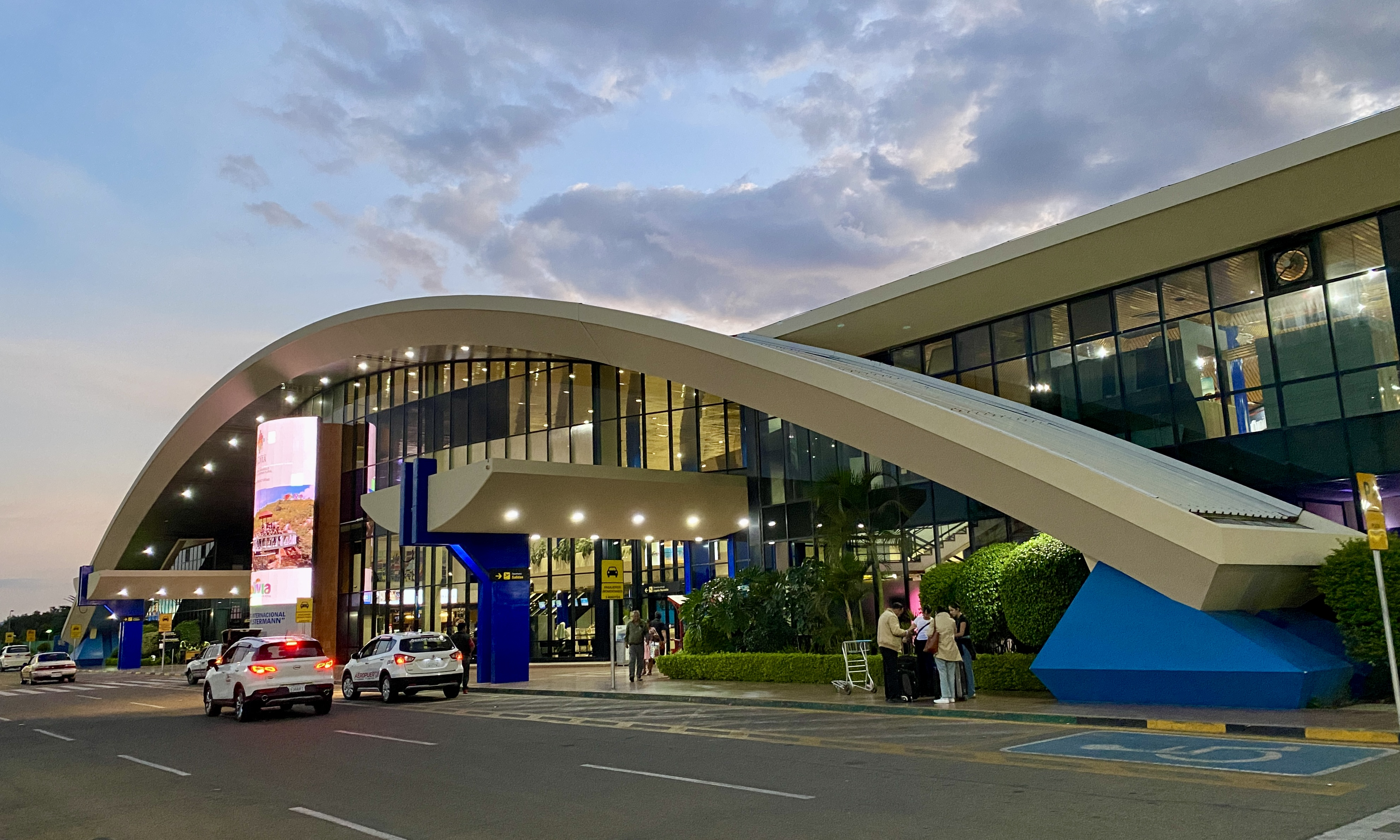
Aeropuerto Internacional Jorge Wilstermann

El principal aeropuerto de Cochabamba es el Aeropuerto Internacional Jorge Wilstermann (Código IATA: CBB; OACI: SLCB), situado al sudoeste de la ciudad a 4,3 kilómetros del centro del centro. Al estar ubicado en el centro geográfico de Bolivia, el aeropuerto es el centro de conexiones principal de la aerolínea estatal Boliviana de Aviación para vuelos domésticos y fue la base de operaciones principal de la ex-aerolínea bandera Lloyd Aéreo Boliviano, la segunda más antigua de Sudamérica, fundada en 1925. Algunas de las aerolíneas que operan en el aeropuerto son:
- Boliviana de Aviación
- Ecojet
- Tam ep

### Transporte urbano libre y federado

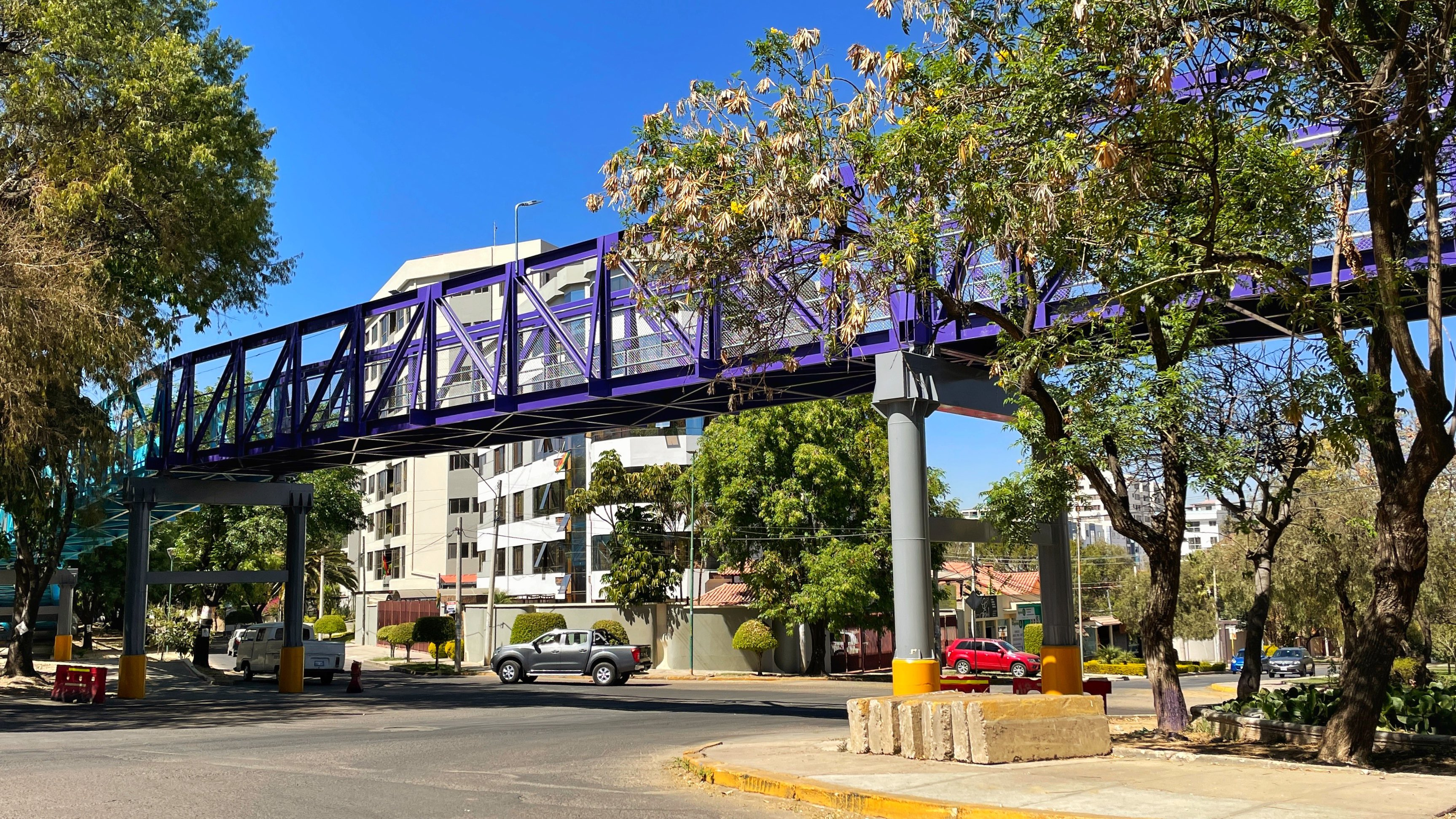
Puente de la ciclovía de Cochabamba

La mayoría de la población de la ciudad utiliza el transporte público como medio de transporte principal. Cochabamba cuenta con numerosos sindicatos que ofrecen servicios de transporte a la ciudadanía con tarifas establecidas por la alcaldía. Los sindicatos representan varias líneas que circulan las vías principales través con buses o colectivos, dependiendo de la asociación. Ciertas líneas se extienden hacia los municipios de la Región metropolitana de Kanata. El segundo medio transporte más común es el uso de vehículos particulares. 
En el municipio de Cochabamba, se circulan más de 120 líneas de transporte entre libre y federado, con servicios completamente privados y sin corporaciones ni empresa pública, de las cuales 100 líneas circulan por rutas del centro historico, y La Cancha, en las avenidas San Martín, Ayacucho, Aroma, y Barrientos; las calles Antezana, Punata, Uruguay y Tarata. Ese desorden provoca problemas en la circulación de vehiculos como el "congestionamiento vehicular", contaminación acústica, contaminación del aire, perdida de combustible, y conflicto social con los ciudadanos y gremialistas. Hasta el año 2017, Cochabamba contaba con más de 250000 vehículos circulando por sus estrechas calles.

#### Bicicletas
Cochabamba también con una red de ciclovías que constituye una red de rutas identificadas formando un anillo alrededor de la ciudad. 

##### Buses y colectivos

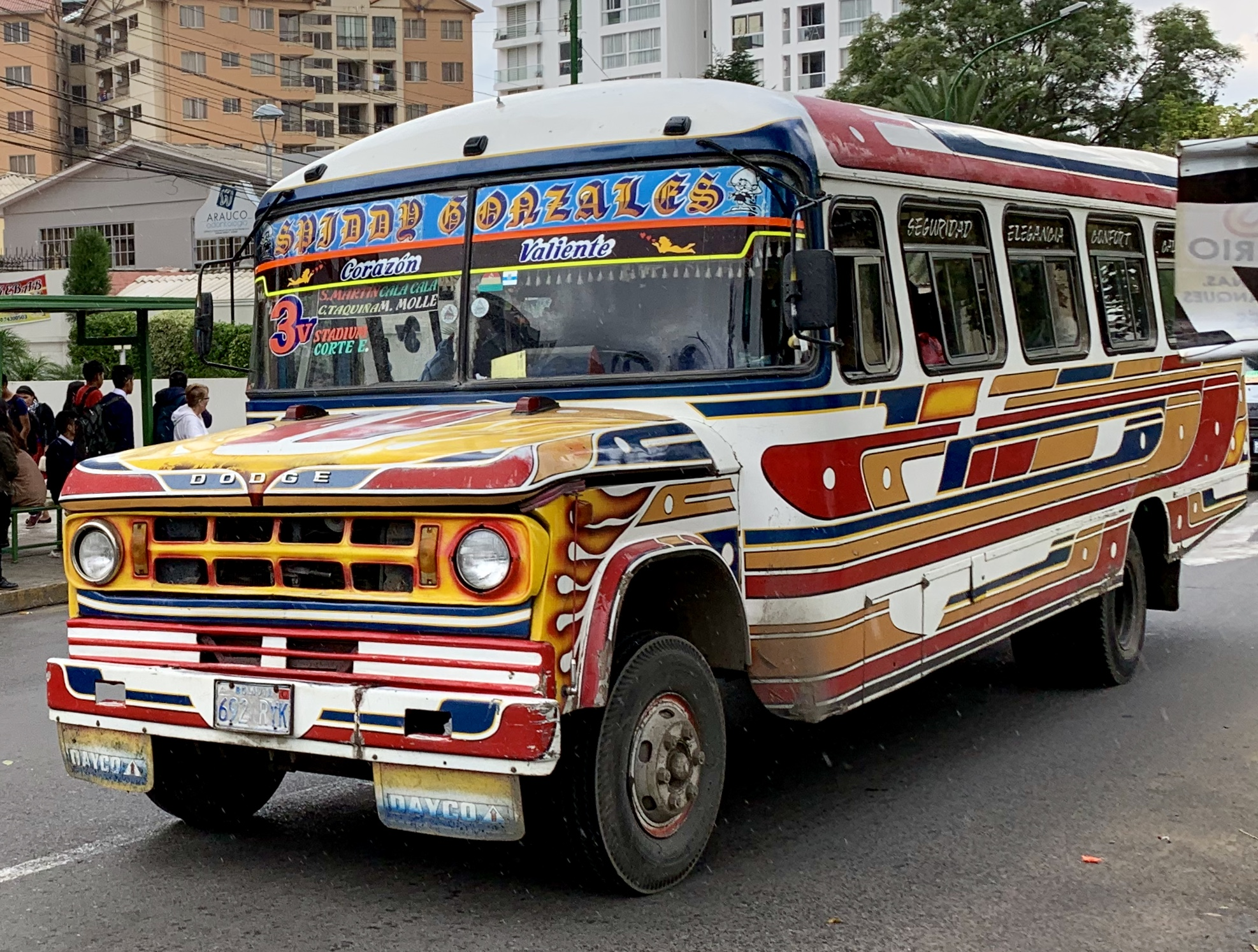
Uno de varios colectivos que circulan en la Región Metropolitana

Esta modalidad es operada por sindicatos y asociaciones de transportistas. Las tarifas son establecidas dichos sindicatos y asociaciones con la aprobación de la Alcaldía. Los vehículos recorren distintos puntos de la ciudad, y algunos conectan con municipios como Tiquipaya, Colcapirhua, Quillacollo y Sacaba. Suelen identificarse con números (6, 102, 260), letras (G) o combinaciones de estos (3V).Cada vehículo suele conocerse vernáculamente como micro o trufi (taxis de ruta fija). El pasaje general es de dos bolivianos con cincuenta centavos (0,35 dólares americanos según el cambio oficial del Banco Central de Bolivia en el año 2025).
Los autobuses (llamados micros) son los que llevan mayor cantidad de pasajeros y emplean a menudo buses Dodge (de las décadas de 1940 y 1950) siendo parte del patrimonio del transporte cochabambino y Toyota Coaster micros más pequeños. Los minibuses llevan una cantidad de pasajeros menor a los micros y mayor a los trufis, y emplean a menudo minivans.Los taxis colectivos llevan hasta siete pasajeros en vehículos menores. A pesar de su pintoresca carrocería, dichos colectivos tienen defectos en su mecanica, asi como su incumplimiento a las normas de calidad, que provocan accidentes de transito fatales, siendo un riesgo para usuarios y ciudadanos en general.

##### Taxis
Son operadas por empresas privadas o sindicatos, algunos de los cuales se agrupan en la Asociación de Radio Móviles de Cochabamba (ARAMCO), la cual establece tarifas de taxi en coordinación con la Alcaldía.
En Cochabamba también operan los taxis en línea Ktaxi, Yango, inDriver y Urbano.

## Defensa civil

### Sismicidad
La sismicidad del área es poco frecuente y de intensidad baja-media, sin embargo, la zona puede ser propensa a sismos. Se pueden destacar los siguientes sismos:
- Terremoto de Aiquile de 1998: de 6,8 en la escala de Richter, causó numerosos muertos y grandes daños, fue el peor sismo de la historia de Bolivia conocida en 120 años[47]
- Sismo de Colomi: De 4,3 en la escala de Richter, causó la evacuación de muchos edificios[48]

## Cultura
En Cochabamba se realiza una de las más importantes festividades religiosas de Bolivia: la de la Virgen de Urkupiña, denominada también Patrona de la Integración Nacional. La festividad da cita a católicos de todo el país y peregrinos extranjeros, quienes participan como observadores o bailarines de la entrada folklórica del mismo nombre, sumiéndose en la dualidad de una celebración religiosa y tradicional.
Otra festividad es la feria de Las Alasitas y el Corso de Corsos.

### Universidades

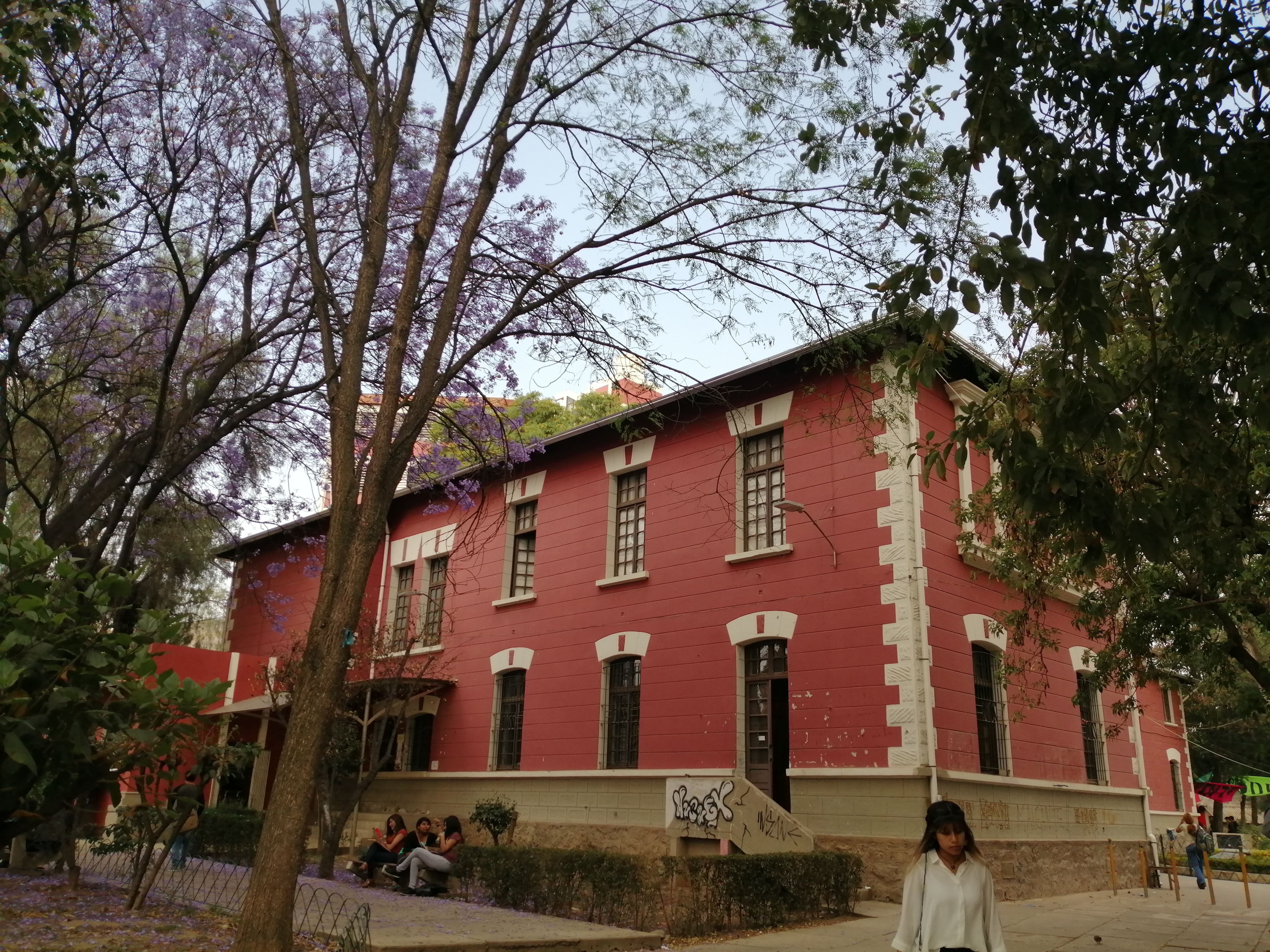
La Universidad Mayor de San Simón es la institución de enseñanza superior más importante de Cochabamba.

En la ciudad se encuentra la Universidad Mayor de San Simón siendo una de las más antiguas y más grandes de Bolivia, además de ser la universidad pública con todos los requisitos en educación profesional.
Las universidades privadas en la ciudad son la Universidad Católica Boliviana "San Pablo", la Escuela Militar de Ingeniería (EMI), la Universidad Privada del Valle (UNIVALLE), la Universidad Privada Abierta Latinoamericana (UPAL), la Universidad Adventista de Bolivia, la Universidad NUR, la Universidad Franz Tamayo, la Universidad Central (UNICEN), la Universidad Técnica Privada Cosmos (UNITEPC), la Universidad de Aquino Bolivia, la Universidad Simón I. Patiño, la Universidad Santiago del Granado, la Universidad Privada Boliviana (UPB) y la Universidad de Ciencias Administrativas y Tecnológicas (UCATEC). Asimismo, tiene institutos de educación de mucha trayectoria como la Fundación IDEA.

### Institutos
Instituto Técnico Nacional De Comercio Federico Álvarez Plata, Instituto Catec, Instituto Eduardo Laredo y el Instituto de Educación Bancaria (IDEB).

## Deportes
En Cochabamba se practican diversas disciplinas deportivas, entre ellos el fútbol, los equipos profesionales más representativos son el Club Jorge Wilstermann y el Club Aurora.
| Aurora            |  | 1935 | Guerreros Celestes | Félix Capriles Capacidad: 32 000 | Jaime Cornejo Parra | Sergio Zeballos   | Cerveza Burguesa | LHED Indumentarias | Primera División 2021 | www.clubaurora.com/ |  |
| Jorge Wilstermann |  | 1949 | Aviador            | Félix Capriles Capacidad: 32 000 | Grover Vargas       | Sergio Migliaccio | Campero COBOCE   | Forte Atletic      | Primera División 2021 | wilstermann.com.bo  |  |

También se practican el baloncesto, el tenis, la natación, el vóley, el raquetbol, las artes marciales como el karate, el jiu-jitsu, el boxeo y el taekwondo, el ciclismo, el motocross, gimnasia artística y rítmica y automovilismo. Últimamente, se está desarrollando una mayor actividad en deportes de aventura como escalada en roca, bici montaña, y senderismo.

### Centros deportivos

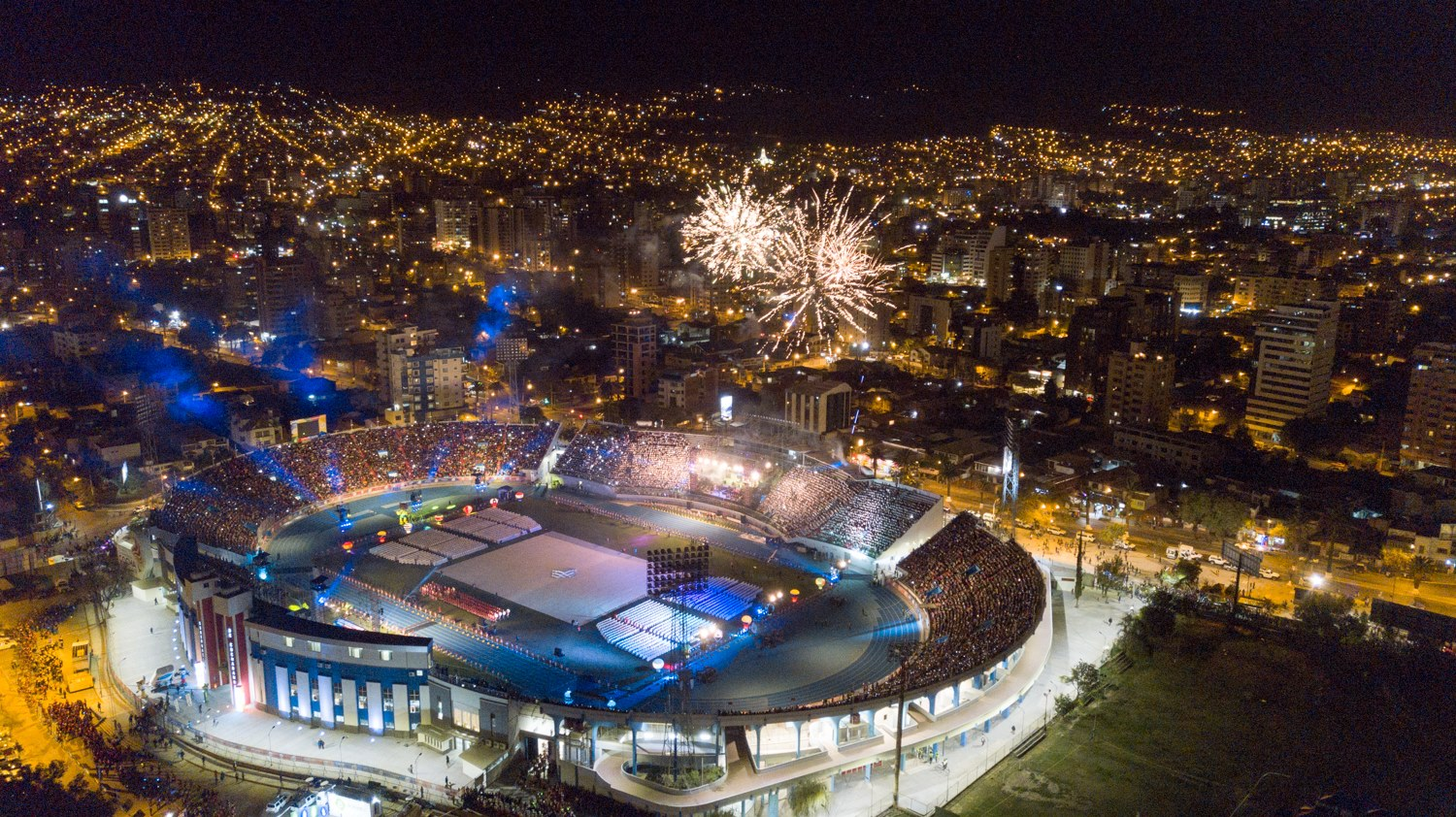
Vista aérea del Estadio Félix Capriles, en la inauguración de los Juegos Suramericanos de 2018.

El Estadio Félix Capriles es el estadio principal de Cochabamba, tiene capacidad para 32 000 espectadores. Aparte de ser sede para los diferentes eventos deportivos sirve también como escenario para las presentaciones de artistas nacionales e internacionales que llegan a esta ciudad. El estadio inauguró los Juegos Suramericanos de 2018 que se llevaron a cabo en Cochabamba.
La ciudad cuenta también con un hipódromo, ubicado en la avenida Blanco Galindo, el Coliseo de la Coronilla, circuitos de motocross. En la zona Sudeste de la ciudad se encuentra el velódromo Edgar Cueto, junto con el circuito de bicicrós en el parque Mariscal Santa Cruz. . Footing, piscinas y balnearios, componen el escenario deportivo que alberga esta ciudad.
Asimismo, las universidades cuentan con sus coliseos cerrados, como la Universidad Mayor de San Simón, Universidad Católica Boliviana "San Pablo" y la Universidad Privada del Valle con capacidad para 3500 espectadores.

### Eventos
La ciudad de Cochabamba fue sede de los Juegos Suramericanos realizados en 2018. Además, la ciudad ha sido sede de varios eventos deportivos como la Ruta a Bolivia, finales de Copa Simón Bolívar del fútbol boliviano, pruebas de atletismo y campeonatos regionales de voleibol de playa en avenida Costanera.
| Predecesor: Maracaibo         | Ciudad Bolivariana (Junto a Santa Cruz de la Sierra) 1993 | Sucesor: Arequipa |
| Predecesor: Santiago de Chile | Ciudad Sudamericana 2018                                  | Sucesor: Asunción |

### Actividades culturales y entretenimiento
En Cochabamba se construye el Centro Cultural Bicentenario, también llamado Complejo Cultural Mejillones, que dispondrá de salones de exposición de artes plásticas temporales y permanentes, un teatro, una audioteca y una sala de danza, con un total de 20 espacios o salas distribuidos en dos plantas.

### Gastronomía

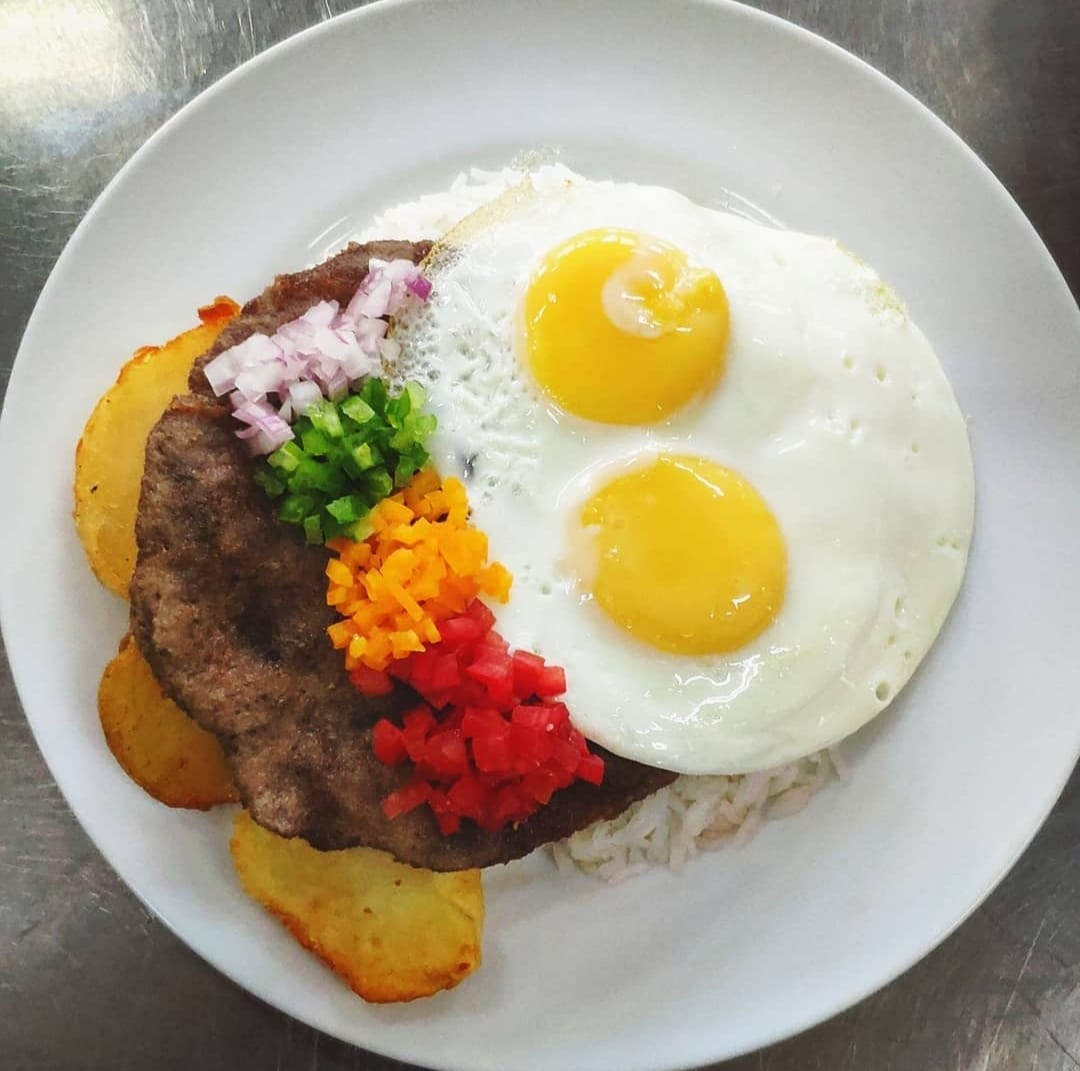
Sillp'ancho cochabambino

La cocina de Cochabamba se caracteriza por tener una gran variedad de platos culinarios. Desde el 2017, Cochabamba es parte de la Red de Ciudades Creativas de la Unesco, en la categoría de gastronomía.
- Chicharrón: plato hecho con carne de cerdo cocido durante aproximadamente 5 a 6 horas, acompañada de mote de maíz cocido y papas.
- P'ampaku: plato realizado con carne de pollo, cerdo, pato, papa, camote, y plátano. Todos estos ingredientes son colocados en un recipiente herméticamente cerrado y enterrado en una fosa, la que es recubierta con piedras y ladrillos previamente calentados mediante fuego de leña o carbón, al grado de reventar la piedra. Se cubre con hojas frescas de hierba u hojas de plátano, y luego es tapada completamente con barro. El punto de cocción se produce cuando se resquebraja y sale humo de la hierba fresca quemada. Se sirve acompañado con ensalada de verduras frescas.
- Pichón de Cliza: plato hecho con carne de pichón (cría de paloma), hervida y dorada a la brasa. Se acompaña con arroz y papa cocida.
- Sillp'ancho: plato seco con carne de res apanada, frita al sartén, acompañada de huevo frito y ensalada cruda de cebolla, zanahoria, tomate y locoto. Se sirve con arroz y papa cocida que luego se corta en rodajas para que posteriormente sean fritas.
- Jak'a Lawa: plato de choclo (maíz fresco en mazorca) molido, acompañado con trozos de carne y cuero de chancho. Se sirve en un plato hondo.
- Ch'aqchu: plato hecho con chuño, carne cocida en agua con papa y habas, huevo cocido al agua, queso fresco cortado en rodajas y ensalada de tomate con cebolla cruda, todo bañado con un ají rojo y picante.
- Jawas Piqtu: plato hecho con habas, mezcladas con huevo y tomate. Se sirve acompañado de papa.
- Pique Macho: originalmente es un plato carne de lomo de res frita en su jugo, con papas fritas, y ensalada de tomate, cebolla y locoto y huevo duro cocido al agua rebanado en rodajas, todo servido en un plato, las papas fritas se sirven en el plato primero, luego se ponen la carne y el chorizo mezclados encima de la papa, y la ensalada y el huevo al final.Un acompañante para este plato es una mezcla que consta de aceite, vinagre, sal, llajua y por último cerveza se mezcla todo en un vaso y luego se esparce sobre el plato.
- Chank'a de conejo: carne de conejo cuy despresado y hervido junto con una sopa blanca con cebolla verde (cebollín), papa blanca, verduras, y aderezada con la tradicional llajwa.
- Uchuku Aiquileño: plato que consta de ají colorado, papa, arroz, chuño, carnes (lengua de res, pato y pollo). Se sirve la sopa de pollo con ají (espesada con dobladillos o pan molido), acompañada con pastel de arroz, ch'uñu phuti, pastel de papa, fritos de flores de ceibo (chilliqchi), papa blanca, carne de pollo, lengua de res, pato dorado.
- Llajua: salsa picante hecha con locoto, tomate y quilquiña (hierba aromática). Gran mayoría de los platos típicos de Bolivia son acompañados por esta salsa.

## Personas destacadas

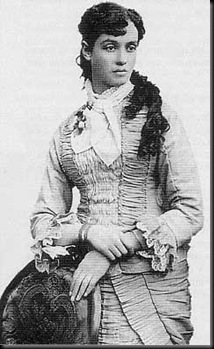
Adela Zamudio, figura de la literatura boliviana.

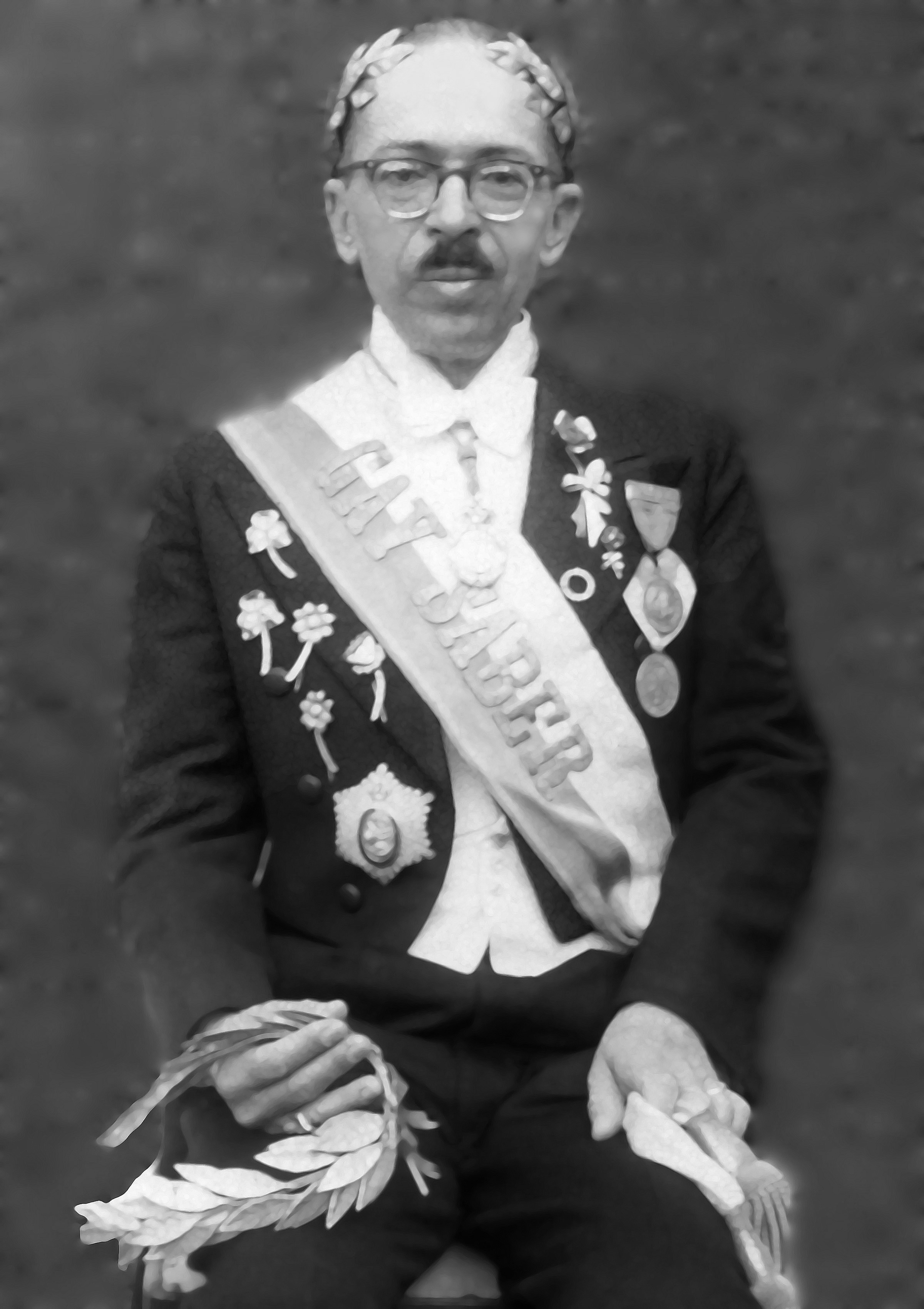
Javier del Granado, poeta boliviano

Presidentes cochabambinos de Bolivia
- Pedro Blanco Soto, (1795-1829), quinto presidente de Bolivia del 26 de diciembre de 1828 al 1 de enero de 1829
- José María Achá Valiente, (1810-1868), decimocuarto presidente de Bolivia del 4 de mayo de 1861 al 28 de diciembre de 1864
- Mariano Melgarejo, (1820-1871), (Provincia Esteban Arze - Tarata) decimoquinto presidente de Bolivia del 28 de diciembre de 1864 al 15 de enero de 1871
- Mariano Baptista Caserta, (1832-1907), vigesimotercer presidente de Bolivia, del 11 de agosto de 1892 al 19 de agosto de 1896
- Eliodoro Villazón Montaño, (1848-1939), vigesimoséptimo presidente de Bolivia del 12 de agosto de 1909 al 14 de agosto de 1913
- Daniel Salamanca Urey (1868-1935), trigésimo tercer presidente de Bolivia del 5 de marzo de 1931 al 1 de diciembre de 1934
- Carlos Quintanilla Quiroga (1888-1964), trigésimo séptimo presidente de Bolivia del 23 de agosto de 1939 al 5 de abril de 1940
- Gualberto Villarroel López (1908-1946), (Provincia Punata - Villa Rivero) trigésimo noveno presidente de Bolivia del 20 de diciembre de 1943 al 21 de julio de 1946
- René Barrientos Ortuño, (1919-1969), (provincia Esteban Arze - Tarata) cuadragésimo séptimo presidente de Bolivia
  - 1.ª. Del 5 de noviembre de 1964 al 26 de mayo de 1965.
  - 2.ª. Del 26 de mayo de 1965 al 2 de enero de 1966
  - 3.ª. Del 6 de agosto de 1966 al 27 de abril de 1969
- Juan José Torres Gonzalés (1920-1976), quincuagésimo presidente de Bolivia del 7 de octubre de 1970 al 21 de agosto de 1971
- Walter Guevara Arze (1912-1996), quincuagésimo cuarto presidente de Bolivia del 8 de agosto de 1979 al 1 de noviembre de 1979
- Lidia Gueiler Tejada (1921-2011), presidenta de Bolivia del 16 de noviembre de 1979 al 17 de julio de 1980
- Jaime Paz Zamora (1939), sexagésimo presidente de Bolivia del 6 de agosto de 1989 al 6 de agosto de 1993
- Jorge Quiroga Ramírez (1960), sexagésimo segundo presidente de Bolivia del 7 de agosto de 2001 al 6 de agosto de 2002
- Eduardo Rodríguez Veltzé (1956), sexagésimo cuarto presidente de Bolivia del 9 de junio de 2005 al 21 de enero de 2006.

Empresarios
- Simón Iturri Patiño, (1862-1947), magnate de la minería

Músicos
- Edwin Arturo Castellanos Mendoza (1966 - actual) Músico, artista, político, Alcalde de Cochabamba Gestión 2010 - 2015
- Los Kjarkas (1965 - actual) Grupo Musical Folklórico, el más representativo de la música boliviana, intérpretes y creadores del famoso tema musical «Llorando se Fue» reeditado por varios artistas internacionales.
- Proyección (grupo folclórico) Grupo Musical Folklórico cochabambino, intérpretes y autores del famoso tema musical «Secreto Amor».
- Raúl Ybarnegaray. Cantautor y trovador.
- María Juana, grupo musical de origen folclórico, representante de Bolivia en el Festival de la música Viña del Mar 2013

Literatos, escritores, ideólogos políticos, investigadores

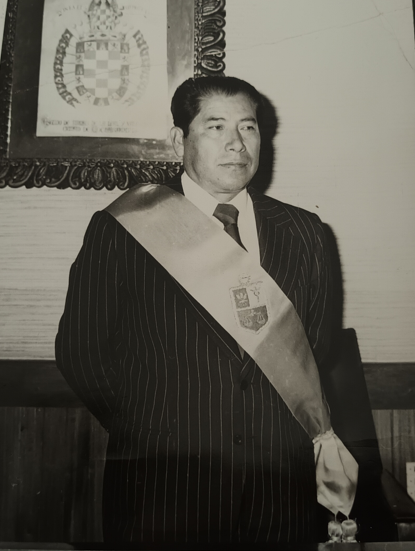
Hernán Terrazas, Alcalde de Cochabamba.

- Nataniel Aguirre (1843-1888), escritor
- Adolfo Cáceres Romero (1937-) escritor
- Félix del Granado (1873-1932), crítico literario
- Carlos Montenegro (1903-1953), escritor, periodista e ideólogo político
- Adela Zamudio (1874-1925), escritora y poetisa, fue una acérrima defensora por los derechos sociales de la mujer
- Javier del Granado (1913-1996), poeta laureado
- Jesús Lara (1898-1975) (Provincia Punata - Villa Rivero) escritor, poeta
- Martín Cárdenas Hermosa (1899-1973), naturalista, agrónomo y botánico
- Ramón Rocha Monroy (1950-) escritor, periodista
- Edmundo Paz Soldán (1967-) escritor
- Marcelo Quiroga Santa Cruz (1931-1980), escritor y político
- Renato Prada Oropeza (1937-2011), novelista y poeta
- Oscar Únzaga de la Vega (1916-1959), periodista e historiador
- Hernan Terrazas Céspedes (1926-2020), Alcalde de Cochabamba y militar.

Deportistas
- Julio César Baldivieso, futbolista y director técnico. Selección de fútbol de Bolivia para el mundial de 1994.
- Vladimir Soria, futbolista y director técnico. También selección de fútbol de Bolivia para el mundial de 1994.
- Marco Sandy, futbolista y director técnico. También selección de fútbol de Bolivia para el mundial de 1994.
- Carlos Borja (futbolista boliviano), también selección de fútbol de Bolivia para el mundial de 1994.
- Mauricio Soria, entrenador boliviano de fútbol.
- Eduardo Villegas, exfutbolista y actual entrenador de fútbol.

Artistas
- Peter Travesí, actor y humorista.
- Carla Ortiz, actriz de cine y telenovelas.
- Soledad Ardaya Morales, actriz de teatro y cine.
- Rosario Rico Toro, Miss Cochabamba 1990 y Miss Bolivia del mismo año, la boliviana que más lejos ha llegado en el Miss Universo, ubicándose como 3.º Finalista de dicho evento.

## Aniversarios y festividades
- 14 de enero: Aniversario de la última revolución cochabambina (1.825).
- Febrero: Señor de Compadres (fecha movible, se celebra en los mercados de la ciudad).
- Febrero o marzo: Carnaval, Takipayanakus (fecha movible).
- 2-3 de mayo: Santa Vera Cruz Tatala (Valle Hermoso).
- 13 de mayo: Señor de mayo, en el centro de la ciudad.
- 13 de mayo: Virgen de Fátima, (San Pedro).
- 27 de mayo: Aniversario de la Batalla de la Coronilla (1.812), "Día de la Madre".
- 14 de junio: San Antonio de Padua (Cancha San Antonio).
- 24 de junio: San Juan Bautista (Wayra K'asa).
- 16 de julio: Virgen del Carmen, Patrona de Bolivia y de las Fuerzas Armadas de la Nación.
- 26 de julio: Santa Ana (Cala Cala).
- 6 de agosto: Aniversario de la Independencia Nacional (1825).
- 8 de agosto: Santo Domingo de Guzmán (Sarco).
- 14 - 16 de agosto: Virgen de Urkupiña (Quillacollo)
- 15 de agosto: aniversario de fundación de la Ciudad.
- Agosto: San Joaquín (Último domingo, Jaywayku).
- 14 de septiembre: Homenaje a la revolución de 1810.
- 14 de septiembre: Señor de la Exaltación (Recoleta).
- 24 de septiembre: Nuestra Señora de la Merced (Catedral y Pampagrande).
- 7 de octubre: Virgen del Rosario (Chimba).
- 2 de noviembre: Día de los difuntos (Todos los Santos).
- Noviembre: peregrinación al Cristo de la Concordia (fiesta movible).
- Noviembre: Entrada Universitaria Folklórica y Autóctona (último sábado del mes).
- 30 de noviembre: San Andrés, Apóstol (Taquiña).
- 8 de diciembre: Inmaculada Concepción (Recoleta y Pacata).
- 25 de diciembre (Navidad)

## Ciudades hermanas
| País                      | Ciudad o localidad | Subdivisión administrativa            |
| ------------------------- | ------------------ | ------------------------------------- |
| Argentina                 | Viedma             | Provincia de Río Negro                |
| Argentina                 | Córdoba            | Provincia de Córdoba                  |
| Chile                     | Antofagasta        | Región de Antofagasta                 |
| Chile                     | Arica              | Región de Arica y Parinacota          |
| España                    | Almería            | Comunidad autónoma de Andalucía       |
| España                    | Valladolid         | Comunidad autónoma de Castilla y León |
| Estados Unidos de América | Miami              | Estado de Florida                     |
| Estados Unidos de América | Arlington          | Estado de Virginia                    |
| Francia                   | Nantes             | Países del Loira                      |
| Italia                    | Bérgamo            | Región de Lombardía                   |
| Perú                      | Huancayo           | Departamento de Junín                 |
| Perú                      | Arequipa           | Departamento de Arequipa              |
| Venezuela                 | Caracas            | Distrito Capital                      |

### Hermanamientos nacionales
- La Paz,[59] departamento de La Paz.
- Potosí, departamento de Potosí.
- Riberalta,[60] departamento del Beni.
- San José de Chiquitos,[61] departamento de Santa Cruz.
- Sucre, departamento de Chuquisaca.